# Сборная Германии по футболу
Сбо́рная Герма́нии по футбо́лу (нем. Deutsche Fußballnationalmannschaft) — команда, представляющая Германию на международных соревнованиях по футболу. Управляющая организация — Немецкий футбольный союз. Немецкий футбольный союз является членом ФИФА с 1908 года, УЕФА — с 1954 года.
Нынешняя сборная Германии является полноправной правопреемницей сборных Германской империи, Веймарской республики, нацистской Германии и ФРГ (так как управление Немецкого футбольного союза было расположено во Франкфурте, то есть в Западной Германии); при этом в период с 1950 по 1956 год существовала сборная Саара, и с 1952 по 1990 год — сборная ГДР, которые управлялись отдельно. Саарский футбольный союз вошёл в НФС в 1957 году, а Немецкий футбольный союз ГДР — в 1990 году; при этом сборные прекратили своё существование.
Сборная Германии является одной из самых успешных национальных команд в мире, завоевав золото на четырёх чемпионатах мира (1954, 1974, 1990, 2014) и трёх чемпионатах Европы (1972, 1980, 1996). При этом в активе немецкой сборной четыре «серебра» и четыре «бронзы» чемпионатов мира, а также три «серебра» и три «бронзы» чемпионатов Европы, что ставит немцев по общему числу медалей, завоёванных на чемпионатах мира и Европы, на первое место. Также сборная Германии является последним обладателем Кубка конфедераций, выиграв его впервые в своей истории в 2017 году.
Немцы первыми из европейских сборных сделали «золотой дубль» на уровне сборных: в 1972 году им покорился чемпионат Европы, а через два года капитан сборной Франц Беккенбауэр поднял над собой Кубок мира. После это достижение смогли повторить только французы (в 1998 году выиграли чемпионат мира, в 2000 — чемпионат Европы) и испанцы (2008 и 2012 — чемпионат Европы, 2010 — чемпионат мира). В 2014 году немцы стали первой и единственной пока командой, которая становилась призёром на четырёх чемпионатах мира подряд (серебро в 2002, бронза в 2006 и 2010 годах и золото в 2014 году). Также «чёрно-белые» вышли в полуфинал чемпионата Европы 2016 года, однако, из-за того, что французские организаторы не вручали бронзовые медали на данном турнире, команда осталась без награды.
Наибольшее количество матчей за сборную сыграл Лотар Маттеус — 150; лучший бомбардир сборной — Мирослав Клозе (71 мяч).
Главный тренер команды — Юлиан Нагельсман, назначенный на эту должность 22 сентября 2023 года.
По состоянию на 18 июля 2024 года сборная в рейтинге ФИФА занимает 13-е место, а в рейтинге УЕФА — 4-е место.

## История

### От создания до Первой мировой войны (1899—1914)
С 1899 по 1901 годы между немецкими и английскими командами прошли пять международных матчей по футболу, которые с некоторой точки зрения, можно считать первыми матчами немецкой сборной. Вместе с тем все эти пять матчей немцы проиграли, к тому же они не рассматриваются Немецким футбольным союзом как официальные. Подобные игры называются в немецкой историографии как «Ur-Länderspielen». Инициатором проведения этих матчей является Вальтер Бенсеман, которого считают основателем немецкого футбола.
В 1900 году, после основания Немецкого футбольного союза, спортивные функционеры заговорили о создании постоянной национальной сборной, как одной из главных целей работы союза. Ввиду отсутствия средств для финансирования национальной сборной провести какой-либо матч долгое время не удавалось: попытка подготовить команду для выступления на Олимпиаде 1908 года окончилась неудачей. Однако после Игр интерес к национальной сборной снова вернулся. Немецкие функционеры должны были подготовить сборную для участия в Олимпиаде 1912 года.
Спустя восемь лет после основания Немецкого футбольного союза 5 апреля 1908 года состоялась первая официальная игра между сборными Германии и Швейцарии, которая признаётся Немецким футбольным союзом как первый матч национальной сборной. Встречу подобного типа впервые назвали «товарищеским матчем». Игра состоялась на стадионе «Ландхоф» в Базеле, и хозяева одержали победу со счётом 5:3. Швейцария и по сей день считается наиболее принципиальным противником сборной Германии: первые матчи после мировых войн и появления ГДР сборная Германии играла именно против Швейцарии. Именно над сборной Швейцарии немцы одержали первую победу, выиграв 4 апреля 1909 года в Карлсруэ со счётом 1:0 в присутствии семи тысяч зрителей. 26 марта 2008 года в преддверии столетнего юбилея первого матча сборной Германии немцы провели свою юбилейную, 800-ю по счёту, встречу со сборной Швейцарии и выиграли со счётом 4:0.

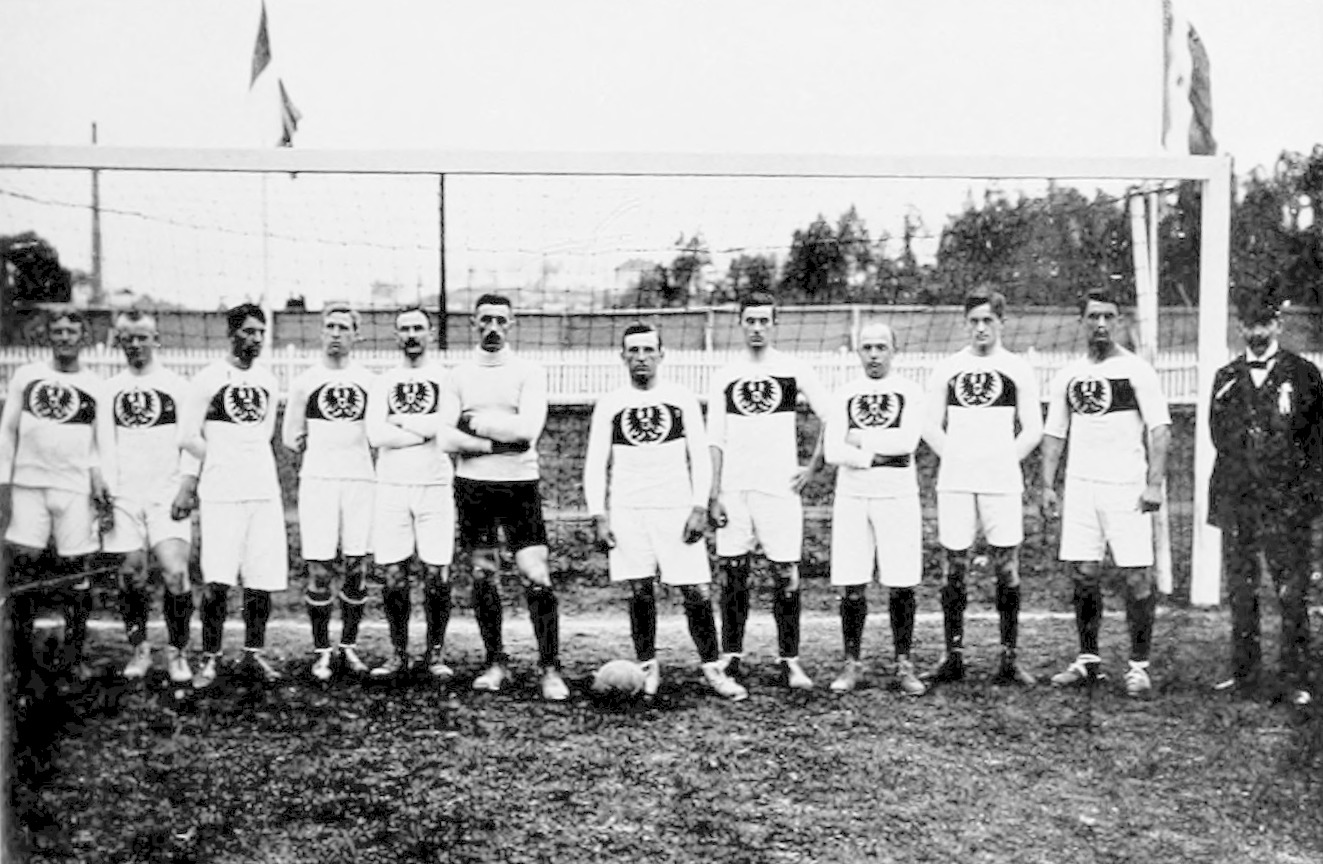
Сборная Германии накануне матча против сборной Российской империи — встречи, которая завершится с рекордным счётом 16:0 в пользу немцев

Первые крупные футбольные турниры проходили в рамках Олимпийских игр. Немецкая сборная смогла дебютировать на Олимпиаде в 1912 году, но вылетела в первом же раунде, проиграв сборной Австрии с крупным счётом 1:5. В утешительном турнире немцы отправили в ворота сборной России 16 мячей, что стало рекордом для сборной Германии и антирекордом для команды Российской империи. Рекорд турнира и сборной установил Готфрид Фукс, который забил в этом матче десять мячей.

### Сборная Веймарской республики (1918—1933)
В 1926 году сборную Германии впервые возглавил тренер-профессионал Отто Нерц, который привил сборной схему W-M. В 1928 году Германия была допущена на Олимпийские игры, получив право и на участие в футбольном турнире. На первой же встрече немцы разгромили Швейцарию 4:0 и вышли во второй круг. В четвертьфинале Германия была побеждена Уругваем, будущим олимпийским чемпионом, со счётом 4:1.
Всего с 1929 по 1933 годы немцы провели 55 игр, в которых одержали 23 победы, сыграли 13 ничьих и 19 раз проиграли. Такие результаты объяснялись международным бойкотом немецких спортивных команд и общей неподготовленностью немецкой сборной.

### Сборная нацистской Германии (1933—1945)
Характерной чертой графика выступлений немецкой сборной в годы существования нацистской Германии являлось проведение сразу двух матчей в некоторые дни: 15 сентября 1935 года команда играла одновременно в Бреслау и Штеттине, 27 сентября 1936 года — в Праге и Крефельде, 21 марта 1937 года — в Штутгарте и Люксембурге, 20 марта 1938 года — в Нюрнберге и Вуппертале, 26 марта 1939 года во Флоренции и Люксембурге, 5 октября 1941 года — в Стокгольме и Хельсинки. Во всех случаях выступал именно основной состав сборной, а не две сборные (первая и вторая). Дважды в 1923 и 1933 годах немцы играли два матча против Италии в Милане и Болонье.
В 1934 году сборная Германии впервые поехала на чемпионат мира в Италию. Соревнования проходили тогда по олимпийской системе. Сборной удалось дойти до полуфинала, причём в первом же матче против Бельгии, который немцы выиграли 5:2, игрок Эдмунд Конен оформил хет-трик. В четвертьфинале немцы победили шведов 2:1, в полуфинале уступили команде Чехословакии со счётом 1:3. В матче за третье место немцы одержали победу 3:2 над австрийцами.
В 1936 году бронзовые призёры чемпионата мира приняли участие в берлинской Олимпиаде. Уже во втором матче Германия проиграла Норвегии со счётом 0:2. Поражение нацистские лидеры восприняли как катастрофу, а саму игру против сборной Норвегии было запрещено упоминать. Следующие Олимпийские игры были проведены уже после падения рейха.
После Олимпиады виновным в провальном выступлении сборной был назван Отто Нерц. Его должен был заменить Зепп Хербергер, но Нерц отказался покинуть свой пост и постоянно конфликтовал с Хербергером. Только в 1938 году Нерца уволили, а Хербергер занял пост тренера. Сборная под его руководством выиграла квалификацию к чемпионату мира 1938 года, обыграв команды Эстонии, Финляндии и Швеции. В апреле 1938 года после аншлюса Германия сыграла памятную встречу с Австрией в знак объединения стран, в которой австрийцы одержали уверенную победу. После игры немецкое футбольное руководство заявило, что по крайней мере половину сборной должны составлять австрийцы как более опытные игроки. Но это решение стало ошибкой: австрийские профессионалы и немецкие любители в сборной зачастую конфликтовали, взаимные недоверие и неприязнь стали неотъемлемой частью жизни команды.
В 1938 году сборная Германии поехала на чемпионат мира во Францию, откуда вернулась уже после первого раунда. Первая игра против Швейцарии завершилась ничьей 1:1 как в основное, так и в дополнительное время. Было принято решение о переигровке. В повторной встрече швейцарцы обыграли немцев 4:2. Этот проигрыш в первом раунде стал худшим выступлением сборной Германии на чемпионатах мира (и оставался таковым вплоть до выступления на ЧМ 2018), и именно этим бесславным выступлением сборная нацистской Германии завершила свою историю официальных игр в рамках турниров ФИФА. 22 ноября 1942 года немцы провели последний матч против Словакии и выиграли 5:2. На этом история сборной нацистской Германии завершилась: следующий официальный матч немцы провели только спустя восемь лет.

### Послевоенные годы и «чудо в Берне» (1945—1958)

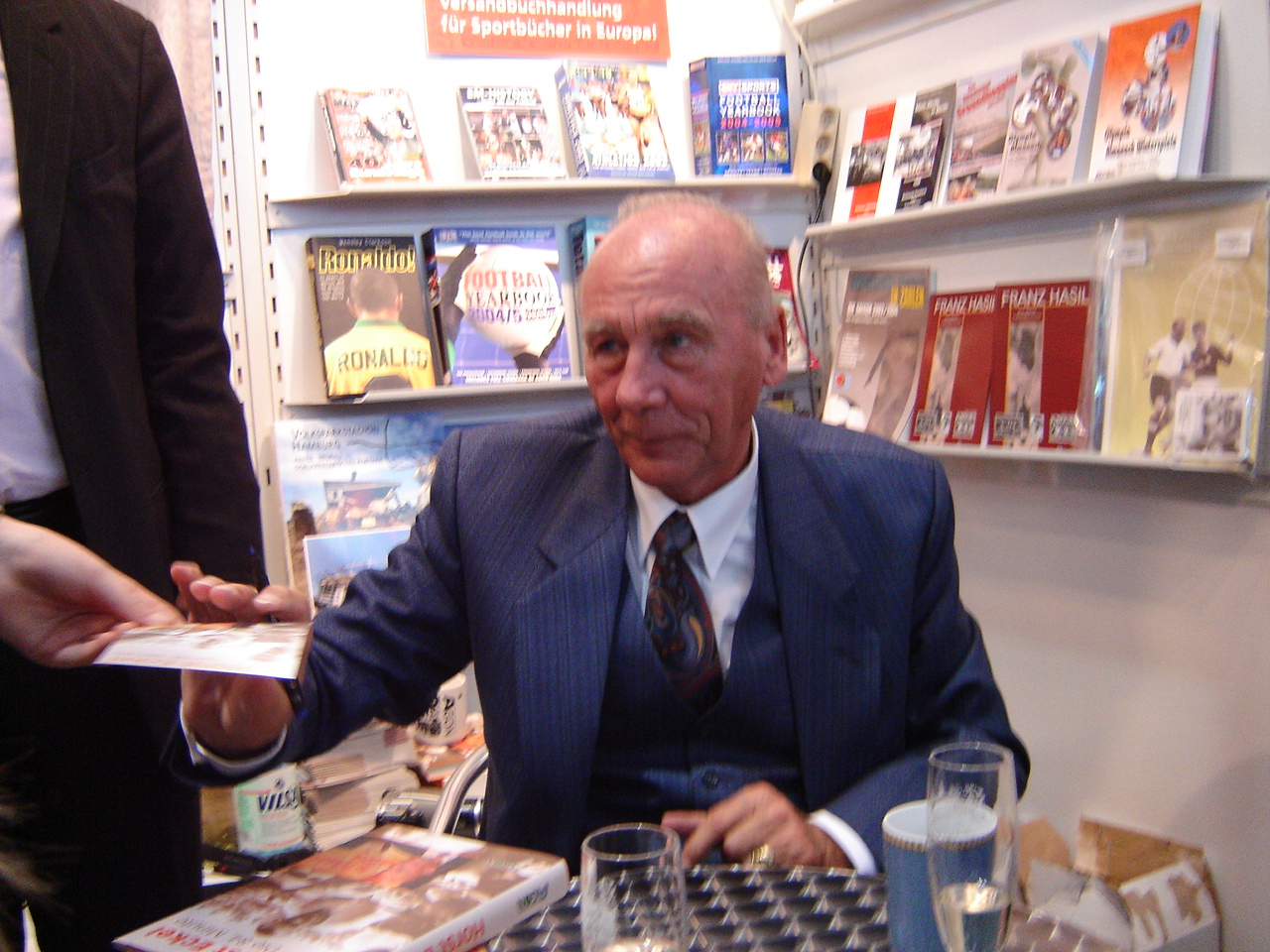
Хорст Эккель, чемпион мира 1954 года

Германия, исключённая из ФИФА в 1942 году, уже после завершения войны попыталась восстановить своё членство в 1948 году. Однако немцам было отказано в этом: не помогла даже поддержка со стороны Швейцарии. Швейцарцы организовали три матча между клубами Швейцарии и Германии в рамках восстановления немецкого футбола, которые были раскритикованы в зарубежной прессе. В январе 1950 года началось повторное рассмотрение вопроса о восстановлении членства Германии в ФИФА, но только в сентябре Германия снова стала полноправным членом ассоциации.
В Штутгарте 22 ноября 1950 года состоялась первая послевоенная игра немецкой сборной против команды Швейцарии. Встреча завершилась победой немцев со счётом 1:0, единственный гол забил Херберт Бурденски, а командой руководил всё тот же Зепп Хербергер. В 1952 году был восстановлен Немецкий футбольный союз, который контролировал немецкую сборную и управлял всем немецким футболом (вскоре в Восточной Германии появился свой футбольный союз).
На чемпионат мира 1950 года немцы не попали, поскольку во время отбора не состояли в ФИФА. В 1954 году им удалось попасть на первенство планеты в Швейцарию, обойдя сборные Саара и Норвегии. В финальной части немцы попали в группу с Турцией, Венгрией и Южной Кореей. По формуле соревнований каждая сборная играла по две встречи: немцы сначала выиграли у Турции со счётом 4:1. Хербергер изменил состав перед матчем с Венгрией, в котором Германия была разбита 3:8. Тренера раскритиковали за неудачные перестановки, хотя по игре Германия значительно уступала Венгрии. В дополнительном матче за место в плей-офф немцы выиграли 7:2 у Турции и вышли в четвертьфинал против Югославии, который выиграли 2:0.
В полуфинале была разгромлена сборная Австрии со счётом 6:1, и впервые в истории немцы вышли в финал. Финальный матч проходил в Берне 4 июля: большинство экспертов предрекало победу Венгрии, поскольку немцы были разгромлены ей ещё на групповом этапе. Но, как оказалось, это был тайный план Хербергера: в групповом этапе был выставлен резервный состав, который принял на себя всю мощь атаки венгров. На финал Зепп выпустил основной состав. К 10-й минуте немцы проигрывали со счётом 2:0 (отличились Ференц Пушкаш и Золтан Цибор), и уже казалось, что Венгрия легко удержит этот результат. Но к 18-й минуте ситуацию удалось исправить благодаря вмешательству Макса Морлока и Хельмута Рана. На 84-й минуте всё тот же Хельмут Ран забил третий победный гол: немецкая сборная сокрушила олимпийских чемпионов 1952 года, прервала их беспроигрышную серию из 32 игр и выиграла чемпионат мира.
По заявлению некоторых венгерских специалистов, Зепп Хербергер и его команда употребляли запрещённые медицинские препараты, которые и помогли им выиграть. Вскоре немцы сами раскрыли правду: врач сборной Франц Лооген рассказал, что в перерыве сделал игрокам инъекции витамина C для укрепления сил. Отто Вальтер, Ханс Шефер и Хорст Эккель после игры подтвердили, что им делали уколы. Косвенным доказательством употребления допинга стало то, что восемь игроков сборной заболели гепатитом: в течение полутора лет Фриц Bальтер, Ханс Шефер и Хорст Эккель не играли за сборную, а Хельмут Ран, Макс Морлок и Тони Турек сыграли всего одну встречу. Несмотря на то, что информация о допинге была признана достоверной, результаты чемпионата мира ФИФА оставила в силе, поскольку закон о запрете использования допинга обратной силы не имеет.

### Катастрофа на Уэмбли и «Игра столетия» (1958—1972)
На чемпионат мира 1958 года, который проходил в Швеции, сборная Германии прошла в ранге чемпиона, попав в группу к Северной Ирландии, Аргентине и Чехословакии. В стартовом матче против Аргентины немцы одержали первую в своей истории победу над неевропейской командой со счётом 3:1, после чего разыграли две ничьи с командами Чехословакии и Северной Ирландии с одинаковым счётом 2:2. В четвертьфинале они выиграли у Югославии со счётом 1:0 благодаря голу Хельмута Рана. В полуфинале против хозяев турнира, который в историографии немецкого футбола называется «Гётеборгским котлом», немцы потерпели сокрушительное поражение со счётом 1:3. В матче за третье место сборная проиграла Франции со счётом 3:6. Последний матч в 1958 году немцы провели за пределами Европы (впервые в своей истории), сыграв 28 декабря матч против сборной Египта и потерпев поражение 1:2.
В отборочном турнире к чемпионату мира 1962 года, финальная часть которого прошла в Чили, немцы одержали четыре победы над сборными Северной Ирландии и Норвегии, завоевав право выступить на турнире. На групповом этапе немцы разыграли нулевую ничью с Италией, выиграли у Швейцарии (2:1) и Чили (2:0), но в четвертьфинале проиграли Югославии 0:1. После турнира Хербергер подал в отставку. Его место занял Хельмут Шён, хотя Хербергер настаивал на приглашении Фрица Вальтера.

Финал чемпионата мира 1966 года: англичане забивают скандальный гол

Немецкая сборная успешно отобралась на чемпионат мира в Англию, обыграв своих соперников из Швеции в Стокгольме. Путь на чемпионате начался с победы над Швейцарией со счётом 5:0, в этом матче дублями отметились юный Франц Беккенбауэр и опытный игрок «Болоньи» Хельмут Халлер. Во втором матче с Аргентиной была сыграна нулевая ничья. В третьем матче немцы одолели испанцев со счётом 2:1 благодаря голам Лотара Эммериха и Уве Зеелера и вышли в плей-офф.
В четвертьфинале немцами был разбит Уругвай со счётом 4:0, причём у уругвайцев были удалены два игрока. В полуфинале немцы взяли верх над сборной СССР со счётом 2:1, травмировав Йожефа Сабо в самом начале матча и спровоцировав Игоря Численко, который был удалён с поля. В финале в Лондоне сборная Германии потерпела сокрушительное фиаско от хозяев турнира — англичан — в дополнительное время со счётом 4:2. Матч ознаменовался скандальным голом англичан, которого, по мнению немцев, вовсе не было. Инженеры Оксфордского университета позднее установили, что гола действительно не было.
Германия, которая пропускала квалификации к чемпионатам Европы 1960 и 1964 годов, бойкотируя их совместно с большинством стран Западной Европы, в 1968 году всё же решилась принять участие в отборочном турнире. Начав с крупной победы над албанцами со счётом 6:0, немцы уступили в гостях команде Югославии с минимальным счётом. Взяв реванш дома со счётом 3:1, немцам требовалось выиграть у албанцев в гостях. Однако 17 декабря 1967 года в Тиране немцы не смогли распечатать ворота балканской команды и остались без чемпионата Европы, сыграв вничью — 0:0.
На чемпионат мира 1970 года немцы успешно прошли, переиграв команду Шотландии в двухматчевом противостоянии: в Глазго была зафиксирована ничья 1:1, в ответном матче 22 октября 1969 в Гамбурге победа «бундестим» со счётом 3:2 вывела немцев в финальную часть чемпионата мира. Там на групповом этапе немцы с большим трудом одолели марокканцев со счётом 2:1. Во втором матче немцы разгромили Болгарию со счётом 5:2, в третьем была побеждена сборная Перу со счётом 3:1. В каждом из матчей хет-триком отметился Герд Мюллер, который гарантировал немцам лучший результат на групповом этапе за всю историю чемпионатов мира на тот момент.
В плей-офф немцы столкнулись с командой Англии. Англичане вели 2:0 до 69-й минуты благодаря голам Алана Маллери и Мартина Питерса. Однако к концу встречи ворота Питера Бонетти немцы успели поразить дважды: Франц Беккенбауэр и Уве Зеелер перевели игру в овертайм. В дополнительное время Герд Мюллер забил победный гол и вывел немцев в полуфинал. Игра против Италии получила название «игры столетия»: итальянцы открыли счёт уже на 8-й минуте, но немцы перевели игру в овертайм благодаря голу Карла-Хайнца Шнеллингера на последней минуте второго тайма. В дополнительное время Мюллер оформил дубль, но на 111-й минуте при счёте 3:3 своё слово сказал Джанни Ривера, вытащив Италию в финал. В матче за третье место Германия обыграла Уругвай 1:0 и стала бронзовым призёром, а Герд Мюллер получил приз лучшего бомбардира турнира.

### Финалы и скандалы (1972—1982)
В 1972 году сборная ФРГ стала чемпионом Европы по футболу. В отборочном туре немцы выиграли у Польши, Турции и Албании. 29 апреля 1972 года «бундестим» в Лондоне обыграла англичан 3:1 благодаря голам Ули Хёнесса, Гюнтера Нетцера и Герда Мюллера. В ответном матче в Берлине была зафиксирована нулевая ничья. В полуфинале со счётом 2:1 были побеждены бельгийцы, а в финале немцы встретились со сборной СССР и, забив три безответных мяча (дубль Герда Мюллера и гол Херберта Виммера), завоевали кубок Европы.
В 1974 году сборная Германии одержала победу и на домашнем чемпионате мира: сначала на групповом этапе ФРГ выиграла у Чили 1:0 и у Австралии 3:0. Затем 22 июня первый и последний раз в официальной встрече команда ФРГ столкнулась с командой ГДР, и восточные немцы нанесли неожиданное поражение западным соседям благодаря голу Юргена Шпарвассера, что позволило ГДР выйти из группы с первого места. Во втором раунде ФРГ обыграла Польшу, Швецию и Югославию. В финальном поединке голландцы открыли счёт уже на второй минуте благодаря Йохану Нескенсу, но на 25-й минуте Пауль Брайтнер с пенальти сравнял счёт, а на 43-й минуте Герд Мюллер поставил точку в матче. Сборная ФРГ, выиграв чемпионат Европы 1972 и чемпионат мира 1974 годов, впервые в истории оформила «золотой дубль» на уровне сборных: из европейских команд подобное сумели сделать французы в 1998 и 2000 годах, а также испанцы в 2008 и 2010 годах, защитив титул чемпионов Европы в 2012 году.
В 1976 году состоялся последний чемпионат Европы по футболу с четырьмя командами в финале, и матчи финальной части принимала Югославия. В полуфинале немцы попали на хозяев турнира и к 32-й минуте проигрывали 0:2, однако на 46-й минуте сначала Хайнц Флоэ отыграл один гол, а затем Дитер Мюллер на 65-й минуте сравнял счёт. На 79-й и 80-й минутах Дитер Мюллер отправил два мяча в ворота югославов и вывел сборную Германии в финал. Чехословацкая сборная открыла счёт уже на 8-й минуте, удвоив преимущество на 25-й. Но на 28-й минуте снова Дитер Мюллер отыграл один гол, а на 90-й минуте Бернд Хёльценбайн сравнял счёт и перевёл игру в овертайм. Счёт не изменился и в дополнительное время. Была назначена серия пенальти, где Антонин Паненка своим фирменным ударом принёс победу и чемпионский титул Чехословакии. Утешением для немцев стал приз лучшего бомбардира, вручённый Дитеру Мюллеру.
Чёрная полоса продолжилась на чемпионате мира 1978 года, проходившем в Аргентине. Германия выбралась во второй групповой этап после разгрома сборной Мексики 6:0 и нулевых ничьих с Польшей и Тунисом. К третьему туру второго группового этапа, после ничьих против Италии и Нидерландов, у немцев были теоретические шансы попасть в финал, в матч за третье место или вовсе вылететь с турнира. Немецкой сборной нужно было выиграть с разницей в пять и более мячей у сборной Австрии и дождаться ничьи в параллельном матче Нидерланды — Италия, а любой другой результат в параллельном матче оставлял бы немцам только право на матч за бронзовые медали. Поражение ставило крест на дальнейшем выступлении и выбивало Германию из борьбы. Решающая игра с Австрией состоялась 21 июня в Кордове. Открывшие счёт усилиями Карла-Хайнца Румменигге на 19-й минуте игроки сборной Германии упустили преимущество из-за Берти Фогтса, срезавшего мяч в свои ворота на 59-й минуте. Через 9 минут Ханс Кранкль вывел сборную Австрии вперёд, но не прошло и нескольких секунд, как Бернд Хёльценбайн сравнял счёт. Австрийцы осаждали ворота немцев беспрепятственно, хотя немецкая команда пыталась контратаковать. В параллельном матче голландцы выигрывали 2:1, и финал «уплывал из рук» немцев. А на 87-й минуте они остались и без утешительного финала, когда Ханс Кранкль забил и второй свой мяч. Взявший на себя вину за поражение Хельмут Шён ушёл в отставку. Новым наставником стал Юпп Дерваль.
Немецкая сборная при новом наставнике выдала 23-матчевую беспроигрышную серию, а в 1980 году второй раз выиграла чемпионат Европы, проходивший в Италии. Сборная ФРГ заняла первое место в группе (победы над Чехословакией и Нидерландами, хет-трик Клауса Аллофса в ворота голландцев и нулевая ничья с Грецией) и одолела в финале Бельгию благодаря дублю Хорста Хрубеша.
В 1982 году на чемпионате мира в Испании сборная ФРГ снова начала борьбу за заветный кубок. ФРГ выиграла 8 матчей из 8 в квалификации, но на групповом этапе столкнулась с неприятностями: сначала она проиграла Алжиру со счётом 1:2. Во втором матче немцы разгромили Чили 4:1, но и этого не было достаточно для выхода. В третьем групповом раунде немцы играли с австрийцами в городе Хихон и добились минимальной победы со счётом 1:0, что позволило выйти обеим командам и выбить из борьбы Алжир. Во втором групповом этапе ФРГ сыграла нулевую ничью с Англией и выиграла у Испании 2:1. Полуфинал против Франции стал самым грязным матчем на чемпионате: счёт открыли уже на 17-й минуте немцы усилиями Пьера Литтбарски, на 26-й минуте Мишель Платини сравнял счёт. На 50-й минуте вратарь сборной Харальд Шумахер откровенно снёс французского защитника Патрика Баттистона, который получил тяжёлую черепно-мозговую травму. Через 10 минут его заменили, а Шумахеру не показали даже карточку. В овертайме на 92-й минуте Мариус Трезор и на 98-й Ален Жиресс вывели команду вперёд, но Карл-Хайнц Румменигге и Клаус Фишер сравняли счёт на 102-й и 108-й минутах соответственно. В серии пенальти Харальд отразил удары Дидье Сикса и Максима Боссиса, выведя команду в финал. В финале в Мадриде немцы встретились с итальянцами. Три гола забили Паоло Росси, Марко Тарделли и Алессандро Альтобелли. Гол престижа забил только на 83-й минуте Пауль Брайтнер. Германия второй раз потерпела поражение в финале мирового первенства.

### Путь к третьему кубку мира и объединение Германии (1982—1998)
Сборная ФРГ непросто преодолела отборочный турнир чемпионата Европы 1984 года. Только в последнем туре в группе 6 был определён её победитель: сборная ФРГ выиграла у команды Албании со счётом 2:1 и получила право выступать в финальной части чемпионата. В финальной стадии розыгрыша немцы впервые в истории выступлений не вышли из группы: нулевая ничья против Португалии, победа над Румынией 2:1 и поражение от испанцев со счётом 1:0. В последней игре немцам, чтобы выйти из группы достаточно было сыграть вничью, однако на 90-й минуте Антонио Маседа своим фирменным ударом выбил их из розыгрыша и вынудил Юппа Дерваля покинуть свой пост.
Возглавил команду чемпион мира и Европы Франц Беккенбауэр. Под его руководством немцы уверенно вышли в финальную часть чемпионата мира 1986 года. На групповом этапе команда «Кайзера» попала в трудную ситуацию: ничья с Уругваем, победа над Шотландией и проигрыш Дании. В плей-офф дела пошли ещё хуже: немецкая сборная не могла забить с игры и выглядела откровенно бледно. Поединок 1/8 финала против Марокко мог закончиться и вовсе вылетом «бундестим», если бы не спасительный гол Лотара Маттеуса на 90-й минуте со штрафного. В четвертьфинале только в серии пенальти немцы обыграли Мексику, реализовав все свои 4 удара (Шумахер отбил 2 удара мексиканцев). В полуфинале голы Андреаса Бреме и Руди Фёллера помогли пройти Францию. В финале разыгралась настоящая драма: соперник немцев, сборная Аргентины, вела 2:0 в середине второго тайма. Немцы собрались и сравняли счёт: Карл-Хайнц Румменигге и Руди Фёллер к 82-й минуте исправили ситуацию. Но на последних минутах Хорхе Бурручага принёс победу аргентинцам после паса Диего Марадоны.
«Кайзер» Франц продолжил готовить сборную к домашнему чемпионату Европы 1988 года. В финальной части немцы начали с ничьи против Италии 1:1, после чего обыграли датчан и испанцев с одинаковым счётом 2:0. В полуфинале против Нидерландов на 55-й минуте Лотар Маттеус с пенальти забил первый гол, но на 74-й минуте свой 11-метровый удар реализовал Рональд Куман. На последней минуте Марко ван Бастен переиграл Юргена Колера и забил победный мяч, оставив немцев с бронзовыми медалями.
Немецкая сборная начала чемпионат мира 1990 с крупных побед над Югославией (4:1) и ОАЭ (5:1). В третьем матче против Колумбии немцы забили свой гол в конце матча, но пропустили ответный мяч спустя пару минут. В 1/8 финала Юрген Клинсман, воспользовавшись ошибкой голландцев, уверенно поразил ворота противника и открыл счёт. На 85-й минуте Андреас Бреме удвоил преимущество, позволив только на 89-й минуте Куману отыграть один гол. В четвертьфинале против Чехословакии Лотар Маттеус уже на 25-й минуте забил с пенальти, принеся победу в матче, а с ней и выход в полуфинал. Одной из сложнейших игр стала полуфинальная игра против Англии: после 120 минут счёт был 1:1 (на гол Андреаса Бреме ответил Гари Линекер). В серии пенальти немцы были точны все четыре раза, а у англичан произошло два промаха. В финале сборная Германии добилась победы над Аргентиной после гола с пенальти, и снова его автором стал Андреас Бреме. Таким образом, Германия стала трёхкратным чемпионом мира, сравнявшись по количеству выигранных чемпионатов с Италией и Бразилией, а Франц Беккенбауэр покорил новую вершину, став чемпионом мира в качестве игрока и тренера.
После победы Франц Беккенбауэр покинул тренерский пост, и место «Кайзера» занял Берти Фогтс, тренировавший ранее молодёжную сборную ФРГ. Первой задачей Фогтса стал выход на чемпионат Европы 1992 года, финальная часть которого состоялась в Швеции. 3 октября 1990 года произошло объединение ФРГ и ГДР. Таким образом, сборная ГДР автоматически снялась с соревнований, а её игроки стали игроками сборной ФРГ, к тому же матч квалификации ГДР — Бельгия (2:0, оба гола забил Маттиас Заммер) был признан товарищеским. Единственное поражение в квалификации немцы потерпели от Уэльса, уступив 0:1, в остальных пяти встречах они одержали уверенные победы. 19 декабря 1990 года обновлённая сборная провела матч против Швейцарии (4:0), который стал первым после объединения Германии.
Вышедшие в финальную часть чемпионата Европы 1992 года немцы попали в группу к командам СНГ, Голландии и Шотландии. В первом матче немцы сыграли вничью с СНГ 1:1, спасшись в конце встречи благодаря удару со штрафного Томаса Хесслера. Во втором — праздновали победу 2:0 над Шотландией, а в третьем были обыграны Нидерландами 3:1. В полуфинале «бундестим» встретилась со шведами, которые являлись хозяевами первенства, и в упорнейшем поединке благодаря дублю Карла-Хайнца Ридле выиграли 3:2. В финале они встретились с командой Дании, которую откровенно недооценили, за что поплатились поражением 0:2. Карл-Хайнц Ридле разделил титул лучшего бомбардира с тремя другими игроками (по 3 гола у каждого).
Сборная Германии автоматически прошла квалификацию на чемпионат мира в США в качестве чемпиона, выиграв в группе первый матч у Боливии со счётом 1:0 (отличился Юрген Клинсман). Далее последовала ничья с Испанией (1:1, снова забил Клинсман) и победа над Южной Кореей со счётом 3:2 (дубль Клинсмана и ещё один мяч Ридле). В 1/8 финала немцы с трудом одолели Бельгию со счётом 3:2, а в 1/4 финала сенсационно проиграли Болгарии 1:2, сложив чемпионские полномочия ещё до финала. Впервые с 1978 года немцы не попали в полуфинал.
В отборочном турнире к Евро-96 немцы снова играли с болгарами, которым в Софии проиграли (уже со счётом 3:2). Вскоре немцы сыграли вничью с Уэльсом 1:1 в Дюссельдорфе. В дальнейшем «бундестим» не уступала своим соперникам и уверенно заняла первое место в группе. Финальная схватка началась в «группе смерти» с Италией, Россией и Чехией. Сначала немцы выиграли у Чехии 2:0, затем победили Россию 3:0 и сыграли ничью с Италией 0:0. В четвертьфинале была сломлена Хорватия со счётом 2:1. В полуфинале немцы по пенальти прошли англичан — хозяев турнира, решающий удар с 11-метровой отметки Гарета Саутгейта уверенно отбил Андреас Кёпке. В финале немцы встретились с чехами, которых ранее побеждали на групповом этапе: на 59-й минуте Патрик Бергер открыл счёт с пенальти, но на 73-й минуте Оливер Бирхофф сравнял счёт, а на 95-й минуте в овертайме забил «золотой гол» и принёс Германии третий чемпионский титул.
Действовавшие чемпионы Европы пробились с первого места на чемпионат мира 1998 года, опередив в отборочной группе сборную Украины и в последний момент добившись в Ганновере победы над командой Албании 4:3. В финальной части они попали в группу со сборными Югославии, Ирана и США. Первый матч против США немцы выиграли 2:0, во втором матче против Югославии они проигрывали 0:2 по ходу встречи, но добились ничьей 2:2. В третьем матче Германия выиграла 2:0 у Ирана и вышла в плей-офф. В 1/8 финала игроки «бундестим» с огромным трудом справились с мексиканцами 2:1. В 1/4 их ждала сборная Хорватии, которую они выбили два года назад в четвертьфинале Евро. Хорваты ждали реванша и не оставили немцам шансов, разгромив их 3:0. После этого поражения Берти Фогтс был уволен с поста главного тренера.

### Эпоха неудач и домашний чемпионат мира (1998—2006)
Новым главным тренером сборной Германии стал Эрих Риббек, ставший самым возрастным тренером сборной Германии за всю её историю (на момент начала работы ему исполнился 61 год). Кроме этого, Риббек запомнился ещё тем, что проработал со сборной меньше всех других главных тренеров (с 1998 по 2000 годы); исключил из сборной ветерана Лотара Маттеуса по причине его преклонного возраста, хотя и взял его после долгих уговоров на чемпионат Европы 2000 года и, самое главное — сборная под его руководством выступила хуже всего в своей истории, не преодолев групповой этап на Кубке конфедераций 1999 года и на Евро 2000. В отборочном турнире к Евро-2000 Германия только в последний момент сумела занять первое место в группе, удержав ничью в поединке против Турции в последнем туре квалификационного турнира. В финальном этапе Германия провалилась, набрав единственное очко только в дебютном матче группового этапа против Румынии (в том матче была зафиксирована ничья 1:1, а единственный гол забил Мехмет Шолль). Встречи с Англией и Португалией были проиграны: в первом случае исход матча решил единственный гол Алана Ширера, во втором случае команда Эриха Риббека была разбита «всухую» Португалией, все три гола которой забил Сержиу Консейсан. Вскоре после чемпионата Риббек ушёл в отставку и прекратил свою тренерскую карьеру.

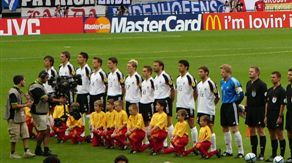
Сборная Германии перед матчем с Чехией на чемпионате Европы 2004

Сменил Риббека чемпион мира 1990 года Руди Фёллер, который и руководил сборной в отборочном цикле к чемпионату мира 2002 года. Квалификация была неровной: соперники из Англии опередили немцев всего на одно очко в группе. Если в Лондоне немцы ограничились минимальной победой 1:0 на «Уэмбли», то в Мюнхене англичане разгромили немцев со счётом 5:1, и в итоге немцам пришлось пробиваться через стыковые матчи с Украиной. В Киеве была зафиксирована ничья 1:1, а в Дортмунде Германия разгромила соперника со счётом 4:1 и вышла в финальную часть чемпионата мира. В первом матче немцы забили восемь безответных мячей Саудовской Аравии. Во втором — сыграли вничью с Ирландией 1:1, пропустив гол под занавес встречи. В третьем поединке Германия выиграла у Камеруна 2:0. Последующая дорога в плей-офф для немцев складывалась тяжело, однако благодаря феерической игре Оливера Кана в воротах Германия вышла в финал. Так, немцы в 1/8 финала победили команду Парагвая благодаря позднему голу Оливера Нёвилля. В 1/4 с огромным трудом справились с командой США за счёт гола Михаэля Баллака и весьма благосклонного судейства Хью Далласа, который не назначил пенальти в ворота Германии после игры рукой Торстена Фрингса. В полуфинале немцы сломили сопротивление Южной Кореи (вновь отличился Баллак). В финале немцы уступили Бразилии 0:2, оба гола забил лучший бомбардир турнира Роналдо — первый гол был забит после ошибки Оливера Кана, которому после удара Ривалдо мяч попал в грудь и Роналдо, первым успев на добивание, переправил мяч в ворота. Как итог — серебряные медали и приз лучшего игрока турнира вратарю Оливеру Кану, который до финала пропустил всего один мяч от сборной Ирландии.
Чемпионат Европы 2004 года, проходивший в Португалии, стоил Руди Фёллеру поста главного тренера сборной. Две ничьи с Нидерландами (1:1) и Латвией (0:0) и поражение от Чехии 1:2 выбили Германию из розыгрыша. Хотя среди претендентов на пост тренера фаворитом был Оттмар Хитцфельд, к домашнему чемпионату мира 2006 года команду готовил бывший игрок сборной Юрген Клинсман. В помощники ему был назначен его будущий преемник Йоахим Лёв. При Клинсмане сборная провела серию контрольных матчей против разных сборных, а также сыграла на домашнем Кубке конфедераций, заняв 3-е место по итогам турнира.
Эпоха Руди Фёллера и Юргена Клинсмана была ознаменована открытой борьбой за место в воротах между основным вратарём сборной Оливером Каном и резервным вратарём Йенсом Леманном: после чемпионата мира 2002 года Леманн стал чаще говорить, что он также заслуживает право выходить на поле в стартовом составе сборной, а его переход в «Арсенал» летом 2003 года и последующая беспроигрышная серия клуба только укрепили убеждения Леманна на этот счёт. Фёллер, ставивший во всех матчах Евро 2004 в ворота Кана, после вылета сборной призвал прессу не заниматься расследованиями внутри сборной, однако в личном разговоре с Леманном признался, что поступил неправильно, не дав вратарю шанс проявить себя. Однако это лишь раззадорило Леманна, который к тому моменту был уже в открытом конфликте с Каном. Пик противостояния вратарей пришёлся на последние полгода перед стартом чемпионата мира: в контрольных матчах Германия проиграла Италии со счётом 1:4 и с таким же счётом победила сборную США, причём в обоих матчах стоял Кан, пропустивший от американцев нелепый гол при счёте 4:0. С учётом того, что «Бавария» Кана вылетела из Лиги чемпионов и провалила несколько матчей Бундеслиги, а «Арсенал» добрался до финала Лиги чемпионов УЕФА, Юрген Клинсман как главный тренер всё же принял решение отдать место в воротах перед чемпионатом мира Йенсу Леманну.
В матче открытия чемпионата мира Германия выиграла 4:2 у Коста-Рики, продемонстрировав атакующий футбол. Во втором матче группового турнира Германия выиграла у Польши 1:0, победный гол на последней минуте забил Оливер Нёвилль с подачи Давида Одонкора. В третьем матче немцы победили Эквадор 3:0 и вышли в плей-офф, впервые с 1970 года заняв первое место в группе и показав при этом 100%-й результат. В 1/8 финала уже к 12-й минуте в матче со Швецией Лукас Подольски оформил дубль, решив исход встречи. В четвертьфинале Германия встретилась с Аргентиной. После дополнительного времени счёт был 1:1, а в серии пенальти Йенс Леманн взял два удара и вывел сборную в полуфинал — считается, что Андреас Кёпке передал Леманну записку, в которой указал, кто и как бьёт пенальти из аргентинцев, что и помогло выиграть четвертьфинальный матч. Более того, Кан перед серией пенальти подошёл к Леманну и пожелал ему удачи: этот эпизод стал завершением конфликта между игроками. В полуфинале Германия играла с Италией, игра продолжилась в овертайме, в котором за считанные минуты до серии пенальти немцы пропустили два гола. В матче за третье место «бундестим» обыграла Португалию 3:1 и стала бронзовым призёром; в матче в воротах стоял уже Кан. Лучшим бомбардиром турнира стал Мирослав Клозе, лучшим молодым игроком — Лукас Подольски. После чемпионата мира Клинсман заявил, что оставит пост тренера сборной своему помощнику Йоахиму Лёву.

### Эпоха Йоахима Лёва (2006—2021)

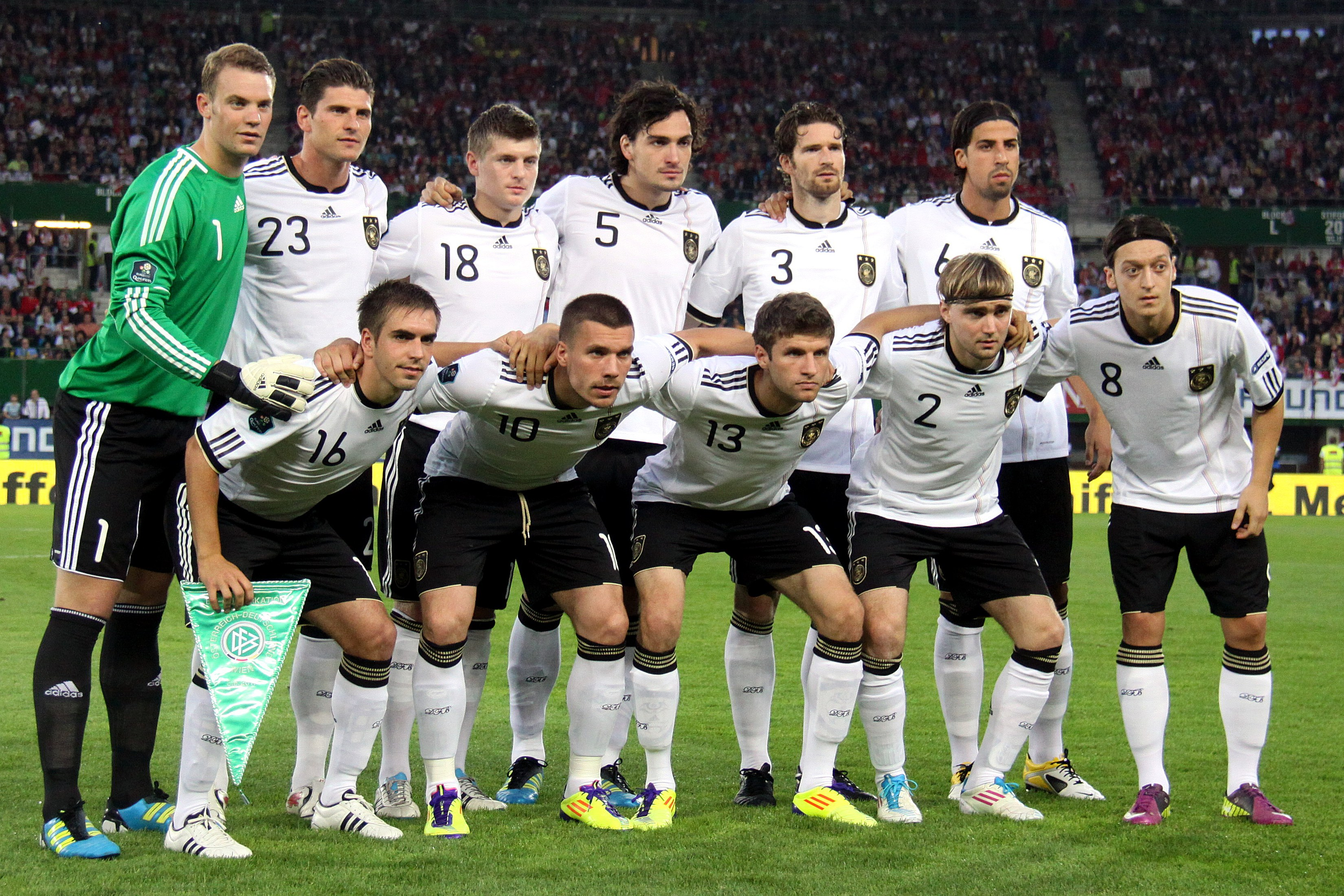
Сборная Германии 3 июня 2011 перед матчем с Австрией (2:1)

Первым турниром Лёва стал чемпионат Европы 2008 года, куда немцы легко квалифицировались, далеко оторвавшись от соперников и выиграв 9 матчей. Единственное поражение команда потерпела от Чехии. В квалификации немцы оформили крупнейшую в новейшей истории команды победу со счётом 13:0 над Сан-Марино и установили рекорд по количеству забитых голов. Германия участвовала в играх группы B вместе с Австрией, Хорватией и Польшей. Они начали с победы над Польшей со счётом 2:0, но затем случилось поражение от Хорватии со счётом 1:2. Третий матч с Австрией был выигран 1:0, и немцы вышли в плей-офф. В четвертьфинале была обыграна Португалия 3:2, в полуфинале немцы сломили сопротивление Турции с тем же счётом. Но на финал сил у немцев не хватило, и они уступили Испании с минимальным счётом.
Отборочный турнир к чемпионату мира 2010 года также сложился для немцев относительно легко: Германия уверенно выиграла группу, несмотря на то, что вплоть до предпоследнего тура её преследовала Россия, а Финляндия оба раза сыграла вничью с немцами. На чемпионате немцы уверенно обыграли Австралию 4:0, а Лукас Подольски установил рекорд по скорости полёта мяча — 201 км/ч. После чего уступили с минимальным счётом команде Сербии и победили Гану, также с минимальным счётом. Первый матч в плей-офф против Англии завершился крупной победой со счётом 4:1. В четвертьфинале немцы разгромили сборную Аргентины со счётом 4:0. В полуфинале против Испании силы немцев иссякли, и они потерпели поражение 1:0, единственный гол забил Карлес Пуйоль. Матч за третье место с Уругваем завершился победой «бундестим» со счётом 3:2 и вручением немцам бронзовых наград. Одним из лучших бомбардиров турнира стал Томас Мюллер с пятью голами.

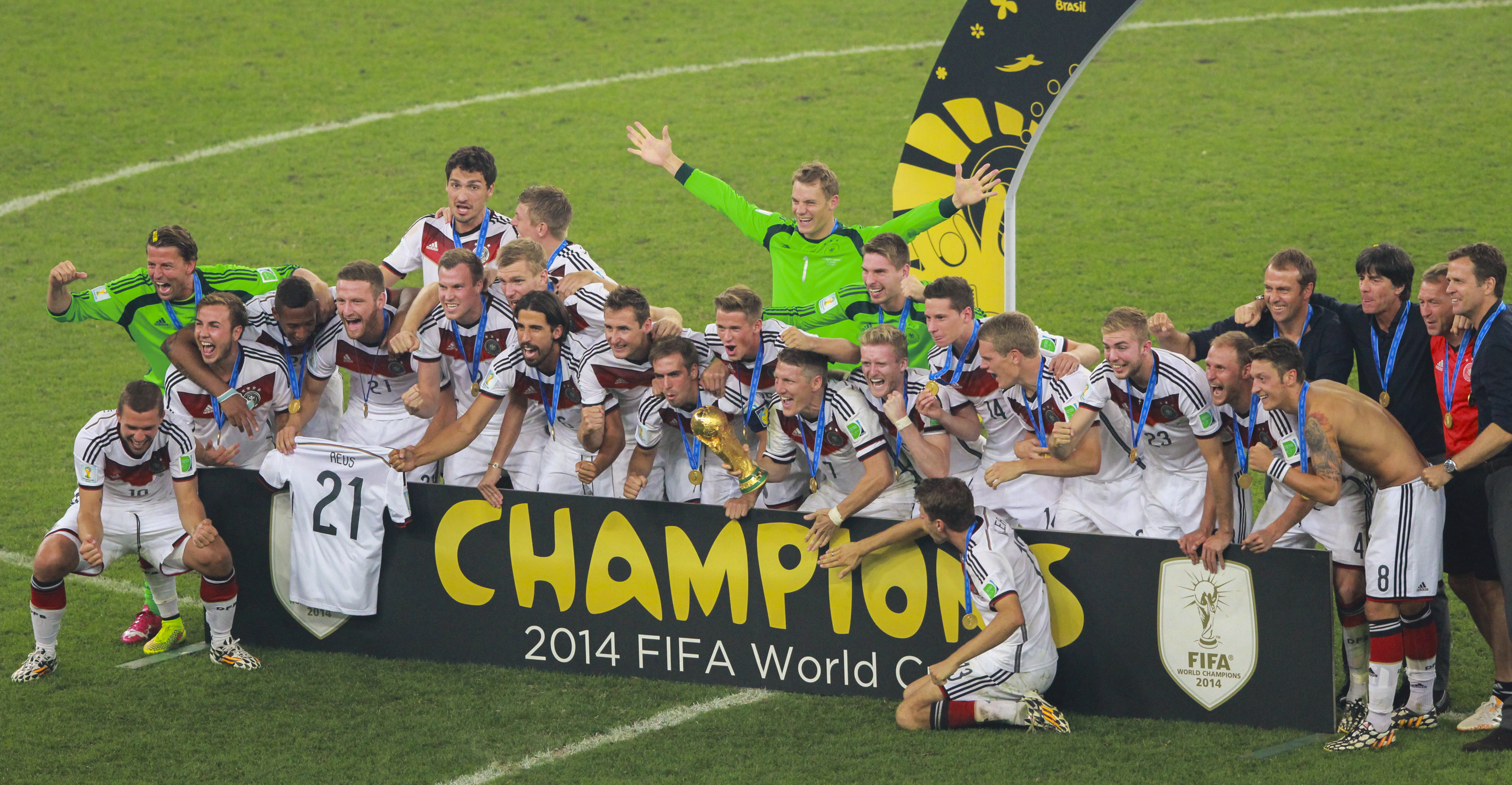
Игроки сборной Германии празднуют победу на Чемпионате мира 2014

В отборочном турнире к чемпионату Европы 2012 года немцы набрали 30 очков из 30 возможных. В финальной части немцы снова попали в группу B: выиграв все три встречи у Португалии (1:0), Голландии и Дании (2:1), немцы вышли в плей-офф. В четвертьфинале им досталась Греция, выиграв со счётом 4:2, немцы установили рекорд по числу побед подряд. В полуфинале Германия встретилась с Италией. Итальянская сборная выиграла 2:1 и вышла в финал.
В отборочном турнире к чемпионату мира 2014 года немцы потеряли всего два очка. Ведя 4:0 в матче со Швецией, «бундестим» растеряла преимущество в самом конце игры, и в итоге шведы спасли матч, сравняв счёт. В финальной части на групповом этапе Германия разгромила со счётом 4:0 Португалию, сыграла вничью 2:2 со сборной Ганы и обыграла США 1:0, тем самым обеспечив себе выход в плей-офф. В 1/8 сборная сломила сопротивление команды Алжира, обыграв африканцев в овертайме со счётом 2:1. В четвертьфинале ими была с минимальным счётом обыграна Франция. В полуфинале сборная Германии встретилась с Бразилией. Подопечные Йохима Лёва разгромили «пентакампеонов» со счётом 7:1. Второй гол в ворота бразильцев забил Мирослав Клозе, тем самым превзойдя достижение Роналдо и став с 16 голами единоличным лидером в списке бомбардиров за всю историю чемпионатов мира. В финале сборная Германии за счёт гола Марио Гётце в дополнительное время обыграла Аргентину и стала четырёхкратным чемпионом мира, сравнявшись по этому показателю с итальянцами. Немцы стали первой неамериканской сборной, ставшей чемпионом мира на американском континенте.
На чемпионате Европы по футболу 2016 года сборная Германии уверенно выиграла групповой этап, обыграв Украину (2:0) и Северную Ирландию (1:0) и сыграв вничью с Польшей (0:0). В 1/8 финала Германия без особых усилий преодолела Словакию (3:0), в четвертьфинале против Италии немцы забили первыми, но, растеряв преимущество, завершили основное время и овертайм вничью (1:1), выиграв по пенальти. В полуфинале против хозяев турнира, сборной Франции, ослабленная кадровыми потерями Германия по многим показателям смогла превзойти соперника. Тем не менее матч завершился победой Франции (2:0) за счёт пенальти в первом тайме и гола во втором, когда оборона Германии дала сбой вследствие ухода травмированного Жерома Боатенга.

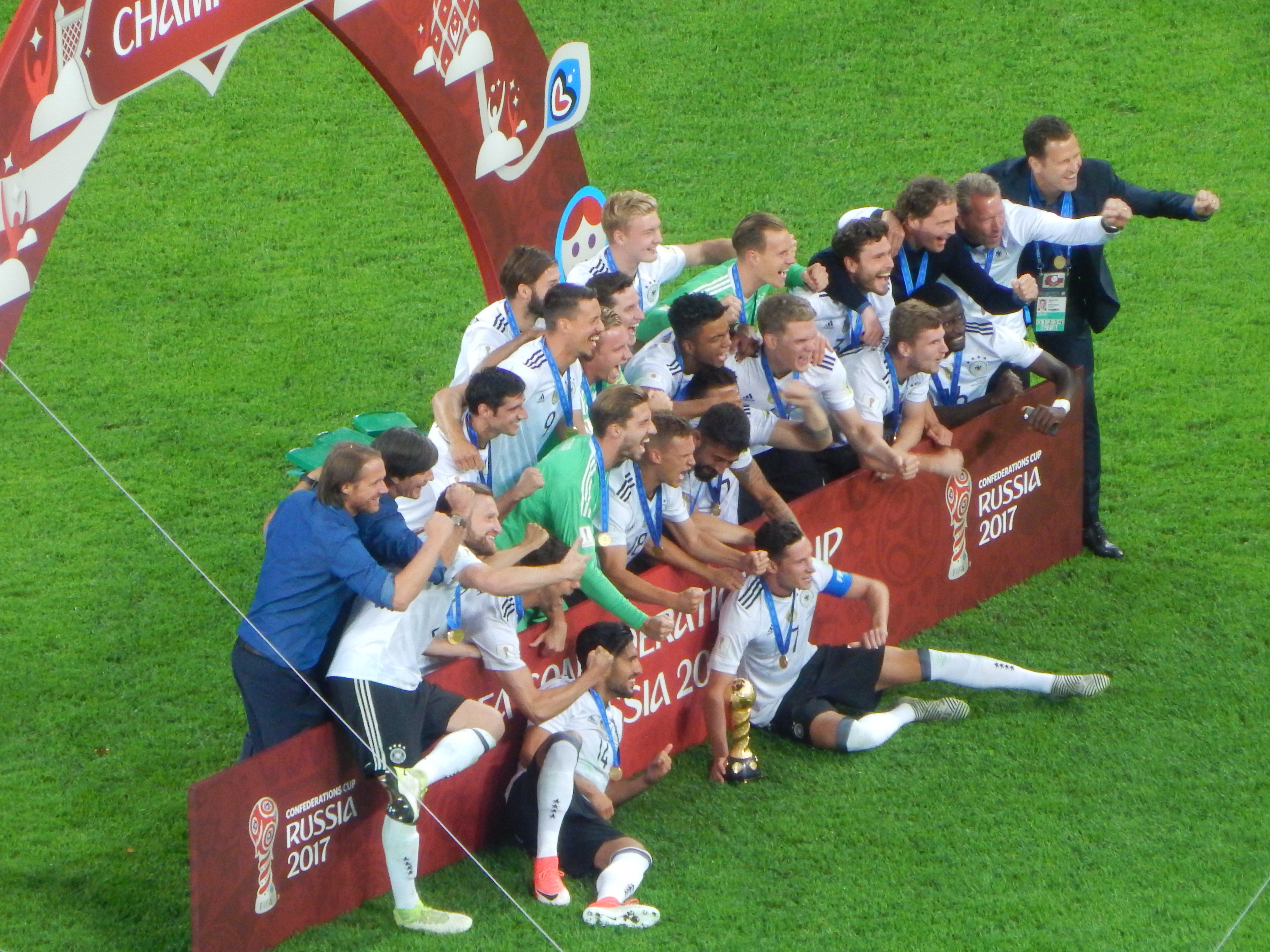
Сборная Германии стала победителем Кубка конфедераций в России (2017)

На Кубок конфедераций 2017 года в России немцы приехали «вторым» составом. Несмотря на это, они уверенно заняли первое место в группе, обыграв Австралию и Камерун со счётом 3:2 и 3:1 соответственно и сыграв вничью 1:1 с Чили. В полуфинале Германия разгромила сборную Мексики со счётом 4:1. В финале единственный гол забил Ларс Штиндль, воспользовавшись ошибкой чилийского защитника, что позволило Германии впервые в своей истории выиграть Кубок конфедераций.
В отборочном турнире чемпионата мира 2018 сборная Германии играла в группе с Чехией, Северной Ирландией, Норвегией, Азербайджаном и Сан-Марино. В итоге немцы заняли первое место, выиграв все 10 матчей и повторив тем самым рекорд отбора на Евро-2012, и вышли в финальную часть турнира.
Несмотря на убедительную квалификацию, немцы неожиданно не преодолели групповой этап. Они начали его с поражения от Мексики (0:1). Сложная турнирная сетка и угроза вылета с чемпионата обязывали Германию побеждать в двух оставшихся поединках: во втором матче против Швеции немцам удалось вырвать победу благодаря голу Тони Крооса, забитому на последней добавленной минуте со штрафного (2:1), но в третьей игре против Южной Кореи, уже потерявшей к тому времени почти все шансы на выход в плей-офф, Германия потерпела поражение со счётом 0:2. Несмотря на колоссальный перевес немцев по всем игровым показателям, корейцы забили оба мяча на исходе добавленного времени. Германия заняла последнее место в группе.
В первом сезоне Лиги наций УЕФА Германия выступала в элитном дивизионе. Её соперниками на групповом этапе были сборные Франции и Голландии. Первая игра с Францией закончилась нулевой ничьей. Затем последовало выездное поражение от сборной Голландии 0:3. После этого немцы в гостях уступили Франции 1:2, а 19 ноября дома сыграли вничью с голландцами 2:2 и, не одержав ни одной победы, заняли последнее место в группе. Сборная Германии формально вылетела в дивизион B Лиги наций 2020/2021, однако после решения УЕФА о расширении состава лиги избежала понижения в классе.
В отборочном турнире к чемпионату Европы 2020 года «бундестим» играла в группе с Голландией, Северной Ирландией, Беларусью и Эстонией. Немцы заняли первое место, одержав 7 побед и потерпев поражение в домашнем матче с голландцами 2:4.
В групповом этапе Лиги наций 2020/2021 сборная Германии играла в дивизионе A в группе со сборными Испании, Швейцарии и Украины. Первый матч с Испанией немцы дома сыграли вничью 1:1. Далее Германия с таким же счётом сыграла со Швейцарией на выезде, а затем в гостях выиграла у Украины 2:1. Это была первая победа немецкой сборной в рамках лиги наций. После этого «бундестим» дома сыграла в результативную ничью со швейцарцами 3:3 и на своём поле победила украинцев 3:1. В заключительном туре немцам для первого места в группе было достаточно сыграть вничью в гостевом матче с испанцами, однако Германия впервые с 1931 года проиграла со счётом 0:6 и заняла второе место в квартете.
В марте 2021 года сборная Германии начала борьбу за выход на чемпионат мира 2022 года в Катаре. В первом матче дома немцы разгромили Исландию 3:0, потом выиграли в гостях у Румынии 1:0, а затем неожиданно уступили на своём поле Северной Македонии 1:2. Это было первое за 20 лет поражение немцев в рамках отбора к чемпионату мира.
На Евро-2020, который из-за пандемии COVID-19 был перенесён на 2021 год, сборная Германии провела все матчи группового этапа дома, на стадионе «Альянц Арена» в Мюнхене. Первый матч она проиграла сборной Франции 0:1 из-за автогола Матса Хуммельса, затем выиграла у сборной Португалии 4:2 и сыграла в ничью с Венгрией 2:2. В 1/8 финала немцы на «Уэмбли» уступили сборной Англии (0:2) и покинули турнир. На этом карьера Йоахима Лёва в качестве главного тренера сборной была завершена. За время работы Лёва со сборной в неё вызывалось более сотни футболистов, а сам тренер стал рекордсменом по количеству игр во главе сборной.

### Эпоха Ханса-Дитера Флика (2021—2023)
1 августа 2021 года Ханс-Дитер Флик вступил в должность главного тренера сборной. Эксперименты нового тренера на старте дали свои плоды в виде четырёх побед в последних четырёх матчах отбора на чемпионат мира 2022 — против Лихтенштейна (2:0), Армении (6:0), Исландии (4:0) и Румынии (2:1). По итогам отборочных игр, в ходе которых Германия взяла убедительный реванш за весеннее поражение от Северной Македонии (4:0), команда набрала 27 очков и первой после хозяйки мундиаля вышла в финальную часть розыгрыша. Немцы попали в одну группу с Испанией, Коста-Рикой и Японией. Первый матч против японцев завершился неожиданным поражением (1:2), после чего последовала ничья (1:1) с испанцами. В последнем туре подопечным Ханси Флика необходимо было обыгрывать Коста-Рику, и надеяться, что Япония не обыграет Испанию в параллельном матче. Со своей задачей немцы, хоть и не без проблем, справились — победа (4:2), а вот испанцы уступили японцам, после чего сборная Германии второй раз подряд покинула турнир на стадии группового этапа. 12 июня 2023 года в Бремене немцы провели свой 1000-й матч в истории против сборной Украины, который завершился результативной ничьей — 3:3.

### Тренерство Юлиана Нагельсмана (с 2023 года)
10 сентября 2023 года из-за неудовлетворительных результатов сборной Флик был уволен с поста главного тренера немецкой сборной, а временное руководство командой на себя взял Руди Фёллер, с которым сборная одержала победу на товарищеской встрече с Францией (2:1). 22 сентября 2023 года новым главным тренером был назначен Юлиан Нагельсман. Под его руководством в товарищеских встречах сборная Германии одержала победы над американцами (3:1), голландцами (2:1), французами (2:0) и греками (2:1), сыграла вничью с мексиканцами (2:2) и украинцами (0:0), а также потерпела поражения от Турции (2:3) и Австрии (0:2). В целом, уровень команды по сравнению с предыдущим чемпионатом мира возрос, что позволило немецким СМИ и болельщикам позитивно смотреть на результаты сборной на предстоящем европейском первенстве.
На матче-открытии Евро-2024 сборная Германии разгромила сборную Шотландии со счётом 5:1, при этом не позволив шотландцам хоть раз ударить в створ своих ворот (единственный шотландский гол в этом матче был непреднамеренно забит немецким защитником Антонио Рюдигером). Во второй встрече немцы сумели обыграть сборную Венгрии (2:0) и гарантировать себе выход в плей-офф. В третьей встрече со сборной Швейцарии немецкая сборная на последних минутах сумела сравнять счёт (1:1) и выйти из группы с первого места. В 1/8 финала команда без особого труда расправилась с датчанами (2:0), а в 1/4 сборная встретилась с будущими чемпионами-испанцами, которым в равной борьбе уступила лишь на 119-й минуте встречи (2:1).

## Стиль игры
С 1908 по 1926 год у сборной не было официально назначенного тренера. Тренерские функции были возложены на капитана команды. В связи с тем, что капитаны сменялись довольно часто, определённого тактического рисунка у команды не было. В 1926 году сборную Германии впервые возглавил тренер-профессионал Отто Нерц, который привил команде схему W-M. Задача полузащитников при данной схеме — вывести на хорошую позицию одного из трёх форвардов, а во время обороны отойти назад, мешая соперникам разыгрывать мяч в середине поля. Задача крайних нападающих на скорости проходить по флангам и отдать пас центральному форварду. Данная тактика господствовала в игре немецкой команды на протяжении почти 30 лет и культивировалась не только Отто Нерцем, но и Зеппом Хербергером.
Вместе с приходом Шёна на пост главного тренера изменился и подход к тренерскому процессу. При Хельмуте сборная поражала своим несгибаемым характером, взаимозаменяемостью, обученностью и сыгранностью. Принцип работы Шёна заключался в активном использовании приёма, при котором слабая сторона одного из игроков компенсируется за счёт сильных сторон его партнёров. У сборной выработался свой стиль, за который она получила прозвище «немецкая машина». Стиль этот подразумевает игру до последней минуты — игру только на победу. Начиная с середины 1970-х стандартные схемы в тактических построениях стали отходить на второй план. Чаще тренеры оставляли манёвр для индивидуальных действий своих подопечных. Преемник Шёна, Юпп Дерваль долгое время был помощником Хельмута в сборной и после ухода Шёна продолжил дело своего наставника. Под руководством Бекенбауэра команда показывала невыразительный, но результативный футбол. Берти Фогтс и Руди Фёллер также сохранили облик «немецкой машины», физическая подготовленность и самоотдача игроков в которой играли главную роль. Борьба за мяч на каждом участке поля, игра на пределе своих возможностей стала основным кредо немецкой команды тех лет.
Положение стало меняться с приходом в команду Юргена Клинсмана, а позднее и Йоахима Лёва. Наставники взяли курс на резкое омоложение состава и привили сборной атакующий футбол. Способствовало этому и принятие немецким футбольным союзом «Программы поддержки талантов», идеологом которой является Ульф Шотт. За 10 лет количество молодёжи в бундеслиге возросло в 2,5 раза, что позволило отказаться от идеи введения лимита на легионеров, а также от натурализации иностранных игроков. В последние годы тактика немецкой команды, отчасти, переняла сильные стороны так называемой «тики-таки», которая представляет собой сочетание короткого паса и непрерывного движения с мячом, направленное на сохранение контроля над ним. Техника основана на единстве команды и полном понимании геометрии пространства на футбольном поле, а также с использованием острой игры в атаке и агрессивной защиты своих ворот.

## Домашняя арена

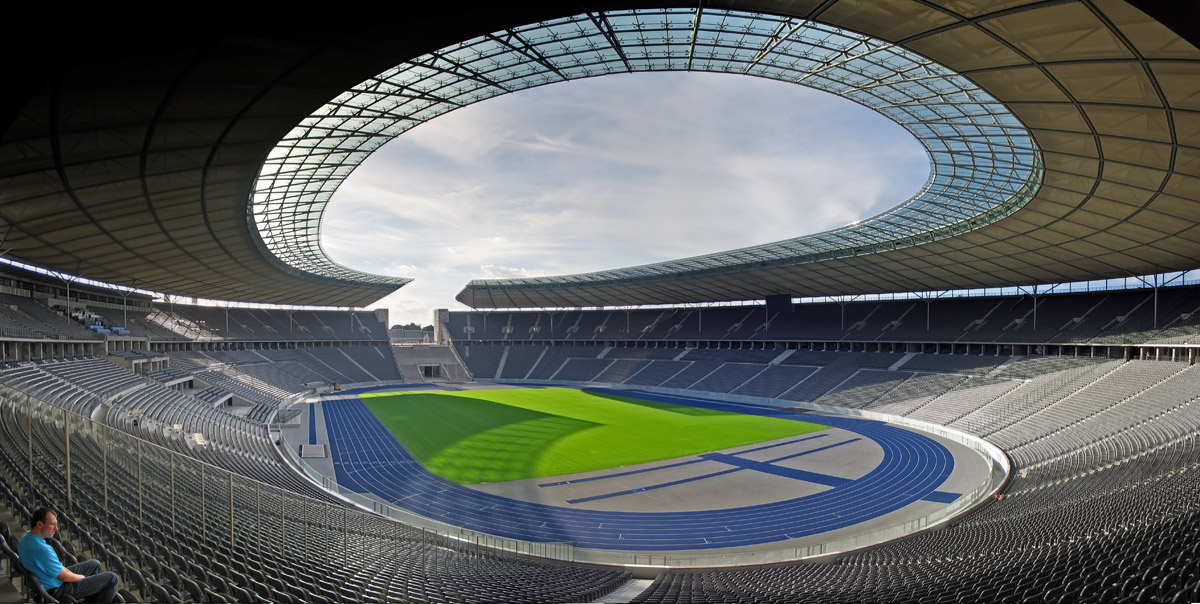
Олимпийский стадион (Берлин)

Сборная не имеет постоянного стадиона. Домашние матчи команда проводит на различных аренах по всей стране. Команда играла в 43 разных городах, среди которых 5 городов, ранее входивших в состав страны. Матчи сборной чаще всего проводились на стадионах Берлина (47 встреч). В Берлине состоялась первая домашняя игра сборной против команды Англии 20 апреля 1908 года. Также наиболее часто бундестим выступала на стадионах Гамбурга (36 матчей), Штутгарта (34), Кёльна, Мюнхена (по 29), Ганновера и Дюссельдорфа (по 27).
Крупнейшей ареной для проведения международных матчей является берлинский Олимпийский стадион (74 000 мест). Рекорд посещаемости был установлен 22 ноября 1950 года в Штутгарте. Это была первая игра сборной после второй мировой войны. На матче против команды Швейцарии присутствовало 102 000 зрителей.
| Город                                      | И   | В   | Н  | П  | МЗ   | МП  | РМ   | В %    | Первый матч      | Последний матч   |
| ------------------------------------------ | --- | --- | -- | -- | ---- | --- | ---- | ------ | ---------------- | ---------------- |
| Ахен                                       | 1   | 1   | 0  | 0  | 3    | 0   | +3   | 100,00 | 13 мая 2010      | 13 мая 2010      |
| Альтона                                    | 2   | 2   | 0  | 0  | 10   | 2   | +8   | 100,00 | 23 октября 1927  | 20 октября 1929  |
| Аугсбург                                   | 5   | 4   | 0  | 1  | 15   | 6   | +9   | 080,00 | 9 ноября 1952    | 29 мая 2016      |
| Берлин                                     | 47  | 18  | 15 | 14 | 92   | 81  | +11  | 038,30 | 20 апреля 1908   | 18 ноября 2023   |
| Бохум                                      | 4   | 2   | 2  | 0  | 14   | 3   | +11  | 050,00 | 2 июля 1922      | 14 апреля 1993   |
| Бремен                                     | 11  | 5   | 4  | 2  | 24   | 11  | +13  | 045,45 | 23 мая 1939      | 12 июня 2023     |
| Бытом                                      | 1   | 1   | 0  | 0  | 7    | 0   | +7   | 100,00 | 16 августа 1942  | 16 августа 1942  |
| Вена                                       | 3   | 1   | 0  | 2  | 7    | 5   | +2   | 033,33 | 14 апреля 1940   | 1 февраля 1942   |
| Вольфсбург                                 | 4   | 2   | 1  | 1  | 15   | 6   | +9   | 050,00 | 1 июня 2003      | 9 сентября 2023  |
| Вроцлав                                    | 5   | 3   | 2  | 0  | 18   | 5   | +13  | 060,00 | 2 ноября 1930    | 7 декабря 1941   |
| Вупперталь                                 | 1   | 1   | 0  | 0  | 2    | 1   | +1   | 100,00 | 20 марта 1938    | 20 марта 1938    |
| Гамбург                                    | 36  | 21  | 6  | 9  | 60   | 29  | +31  | 058,33 | 29 октября 1911  | 8 октября 2021   |
| Ганновер                                   | 27  | 21  | 3  | 3  | 62   | 22  | +40  | 077,78 | 27 сентября 1931 | 11 октября 2016  |
| Гельзенкирхен                              | 19  | 10  | 6  | 3  | 32   | 19  | +13  | 052,63 | 13 октября 1973  | 20 июня 2023     |
| Дортмунд                                   | 21  | 17  | 3  | 1  | 69   | 15  | +54  | 080,95 | 8 мая 1935       | 12 сентября 2023 |
| Дрезден                                    | 7   | 2   | 3  | 2  | 14   | 13  | +1   | 028,57 | 10 сентября 1911 | 14 октября 1992  |
| Дуйсбург                                   | 6   | 2   | 0  | 4  | 12   | 8   | +4   | 033,33 | 16 мая 1910      | 31 марта 2021    |
| Дюссельдорф                                | 27  | 15  | 6  | 6  | 63   | 32  | +31  | 055,56 | 18 апреля 1926   | 7 июня 2021      |
| Зинсхайм                                   | 3   | 3   | 0  | 0  | 6    | 2   | +4   | 100,00 | 29 мая 2011      | 26 марта 2022    |
| Кайзерслаутерн                             | 10  | 5   | 4  | 1  | 27   | 13  | +14  | 050,00 | 27 апреля 1988   | 8 октября 2017   |
| Карлсруэ                                   | 7   | 7   | 0  | 0  | 25   | 2   | +23  | 100,00 | 4 апреля 1909    | 13 октября 1993  |
| Кёльн                                      | 29  | 18  | 8  | 3  | 78   | 24  | +54  | 062,07 | 20 ноября 1927   | 28 марта 2023    |
| Кёнигсберг                                 | 2   | 2   | 0  | 0  | 7    | 1   | +6   | 100,00 | 13 октября 1935  | 29 августа 1937  |
| Клеве                                      | 1   | 0   | 0  | 1  | 1    | 2   | −1   | 000,00 | 16 октября 1910  | 16 октября 1910  |
| Крефельд                                   | 1   | 1   | 0  | 0  | 7    | 2   | +5   | 100,00 | 27 сентября 1936 | 27 сентября 1936 |
| Леверкузен                                 | 8   | 7   | 1  | 0  | 30   | 8   | +22  | 087,50 | 18 декабря 1991  | 9 июня 2018      |
| Лейпциг                                    | 13  | 11  | 0  | 2  | 43   | 11  | +32  | 084,62 | 17 ноября 1912   | 23 сентября 2022 |
| Людвигсхафен-ам-Райн                       | 4   | 3   | 0  | 1  | 9    | 7   | +2   | 075,00 | 21 декабря 1952  | 1 июня 1966      |
| Магдебург                                  | 1   | 0   | 1  | 0  | 2    | 2   | +0   | 000,00 | 5 ноября 1933    | 5 ноября 1933    |
| Майнц                                      | 3   | 3   | 0  | 0  | 16   | 1   | +15  | 100,00 | 6 июня 2014      | 28 марта 2023    |
| Мангейм                                    | 3   | 3   | 0  | 0  | 23   | 2   | +21  | 100,00 | 10 февраля 1929  | 5 июня 1998      |
| Мёнхенгладбах                              | 8   | 5   | 2  | 1  | 20   | 8   | +12  | 062,50 | 8 июня 2005      | 14 июня 2022     |
| Мюнхен                                     | 29  | 14  | 7  | 8  | 56   | 37  | +19  | 048,28 | 17 декабря 1911  | 7 июня 2022      |
| Нюрнберг                                   | 22  | 14  | 6  | 2  | 60   | 25  | +35  | 063,64 | 13 января 1924   | 10 июня 2017     |
| Росток                                     | 2   | 2   | 0  | 0  | 6    | 2   | +4   | 100,00 | 27 марта 2002    | 7 октября 2006   |
| Саарбрюккен                                | 2   | 2   | 0  | 0  | 8    | 1   | +7   | 100,00 | 20 ноября 1983   | 27 марта 1985    |
| Фрайбург-им-Брайсгау                       | 5   | 4   | 0  | 1  | 30   | 4   | +26  | 080,00 | 18 мая 1913      | 27 мая 2006      |
| Франкфурт-на-Майне                         | 26  | 17  | 6  | 3  | 57   | 28  | +29  | 065,38 | 26 марта 1922    | 26 марта 2024    |
| Хемниц                                     | 2   | 2   | 0  | 0  | 7    | 2   | +5   | 100,00 | 18 сентября 1938 | 3 декабря 1939   |
| Штутгарт                                   | 34  | 21  | 5  | 8  | 80   | 35  | +45  | 061,76 | 26 марта 1911    | 5 сентября 2021  |
| Щецин                                      | 1   | 1   | 0  | 0  | 5    | 0   | +5   | 100,00 | 15 сентября 1935 | 15 сентября 1935 |
| Эрфурт                                     | 1   | 1   | 0  | 0  | 4    | 2   | +2   | 100,00 | 25 августа 1935  | 25 августа 1935  |
| Эссен                                      | 2   | 2   | 0  | 0  | 16   | 1   | +15  | 100,00 | 23 декабря 1951  | 21 мая 1969      |
| Итого                                      | 445 | 275 | 91 | 79 | 1140 | 479 | +661 | 061,80 |                  |                  |
| Города, ранее входившие в состав Германии. |     |     |    |    |      |     |      |        |                  |                  |

## Текущий турнир и ближайшие матчи
Сборная Германии автоматически отобралась на чемпионат Европы 2024 как организатор турнира.

## Последние матчи
| Дата             | Стадион                                  | Соперник   | Счёт | Статус матча | Игроки, забившие мяч за Германию |
| ---------------- | ---------------------------------------- | ---------- | ---- | ------------ | -------------------------------- |
| 16 июня 2023     | Национальный стадион, Варшава (г)        | Польша     | 0:1  | ТМ           |                                  |
| 20 июня 2023     | Фельтинс-Арена, Гельзенкирхен (д)        | Колумбия   | 0:2  | ТМ           |                                  |
| 9 сентября 2023  | Фольксваген-Арена, Вольфсбург (д)        | Япония     | 1:4  | ТМ           | Зане                             |
| 12 сентября 2023 | Сигнал Идуна Парк, Дортмунд (д)          | Франция    | 2:1  | ТМ           | Мюллер, Зане                     |
| 14 октября 2023  | Пратт & Уитни, Ист-Гартфорд (г)          | США        | 3:1  | ТМ           | Гюндоган, Фюллькруг, Мусиала     |
| 18 октября 2023  | Линкольн Файненшел Филд, Филадельфия (г) | Мексика    | 2:2  | ТМ           | Рюдигер, Фюллькруг               |
| 18 ноября 2023   | Олимпийский стадион, Берлин (д)          | Турция     | 2:3  | ТМ           | Хаверц, Фюллькруг                |
| 21 ноября 2023   | Эрнст Хаппель, Вена (г)                  | Австрия    | 0:2  | ТМ           |                                  |
| 23 марта 2024    | Парк Олимпик Лионне, Лион (г)            | Франция    | 2:0  | ТМ           | Вирц, Хаверц                     |
| 26 марта 2024    | Вальдштадион, Франкфурт-на-Майне (д)     | Нидерланды | 2:1  | ТМ           | Миттельштадт, Фюллькруг          |

1. ↑  С 1992 составы на летних Олимпийских играх стали ограничены тремя игроками старше 23 лет.
2. ↑  Первым указано число голов, забитых в ворота оппонента.

- д — матч в Германии (домашний)
- г — матч на поле соперника (гостевой)
- н — матч на нейтральном поле
- ТМ — товарищеский матч
- пен. — гол забит с пенальти
- авт. — автогол

## История выступлений на международных турнирах

### Выступления на чемпионатах мира
Сборная Германии принимала участие во всех 20 чемпионатах мира, в отборе к которым принимала участие. Лишь дважды немцы пропустили мундиаль. В 1930 году это произошло по экономическим соображениям, а в 1950-м — по причине того, что Германия не являлась членом ФИФА и была включена в состав ассоциации уже после окончания турнира. Бундестим является четырёхкратным победителем кубка мира, уступая по этому показателю только сборной Бразилии, у которой 5 титулов. Немцы также по четыре раза становились серебряными и бронзовыми призёрами турнира. С 1954 по 2014 год немецкая сборная всегда входила в восьмёрку сильнейших команд мундиаля.
| Финальная стадия | Финальная стадия | Финальная стадия | Финальная стадия | Финальная стадия | Финальная стадия | Финальная стадия | Финальная стадия | Финальная стадия | Финальная стадия |                                     | Квалификация                        | Квалификация                        | Квалификация                        | Квалификация                        | Квалификация                        | Квалификация                        | Квалификация |
| Год              | Раунд            | Место            | И                | В                | Н                | П                | МЗ               | МП               | РМ               | И                                   | В                                   | Н                                   | П                                   | МЗ                                  | МП                                  | РМ                                  |              |
| ---------------- | ---------------- | ---------------- | ---------------- | ---------------- | ---------------- | ---------------- | ---------------- | ---------------- | ---------------- | ----------------------------------- | ----------------------------------- | ----------------------------------- | ----------------------------------- | ----------------------------------- | ----------------------------------- | ----------------------------------- | ------------ |
| 1930             | Не участвовала   | Не участвовала   | Не участвовала   | Не участвовала   | Не участвовала   | Не участвовала   | Не участвовала   | Не участвовала   | Не участвовала   | Не участвовала                      | Не участвовала                      | Не участвовала                      | Не участвовала                      | Не участвовала                      | Не участвовала                      | Не участвовала                      |              |
| 1934             | 3-е место        | 3                | 4                | 3                | 0                | 1                | 11               | 8                | +3               | 1                                   | 1                                   | 0                                   | 0                                   | 9                                   | 1                                   | +8                                  |              |
| 1938             | 1/8 финала       | 10               | 2                | 0                | 1                | 1                | 3                | 5                | −2               | 3                                   | 3                                   | 0                                   | 0                                   | 11                                  | 1                                   | +10                                 |              |
| 1950             | Не участвовала   | Не участвовала   | Не участвовала   | Не участвовала   | Не участвовала   | Не участвовала   | Не участвовала   | Не участвовала   | Не участвовала   | Не участвовала                      | Не участвовала                      | Не участвовала                      | Не участвовала                      | Не участвовала                      | Не участвовала                      | Не участвовала                      |              |
| 1954             | Чемпион          | 1                | 6                | 5                | 0                | 1                | 25               | 14               | +11              | 4                                   | 3                                   | 1                                   | 0                                   | 12                                  | 3                                   | +9                                  |              |
| 1958             | 4-е место        | 4                | 6                | 2                | 2                | 2                | 12               | 14               | −2               | Квалифицирована как чемпион         | Квалифицирована как чемпион         | Квалифицирована как чемпион         | Квалифицирована как чемпион         | Квалифицирована как чемпион         | Квалифицирована как чемпион         | Квалифицирована как чемпион         |              |
| 1962             | 1/4 финала       | 7                | 4                | 2                | 1                | 1                | 4                | 2                | +2               | 4                                   | 4                                   | 0                                   | 0                                   | 11                                  | 5                                   | +6                                  |              |
| 1966             | 2-е место        | 2                | 6                | 4                | 1                | 1                | 15               | 6                | +9               | 4                                   | 3                                   | 1                                   | 0                                   | 14                                  | 2                                   | +12                                 |              |
| 1970             | 3-е место        | 3                | 6                | 5                | 0                | 1                | 17               | 10               | +7               | 6                                   | 5                                   | 1                                   | 0                                   | 20                                  | 3                                   | +17                                 |              |
| 1974             | Чемпион          | 1                | 7                | 6                | 0                | 1                | 13               | 4                | +9               | Квалифицирована как хозяйка турнира | Квалифицирована как хозяйка турнира | Квалифицирована как хозяйка турнира | Квалифицирована как хозяйка турнира | Квалифицирована как хозяйка турнира | Квалифицирована как хозяйка турнира | Квалифицирована как хозяйка турнира |              |
| 1978             | 2-й раунд        | 6                | 6                | 1                | 4                | 1                | 10               | 5                | +5               | Квалифицирована как чемпион         | Квалифицирована как чемпион         | Квалифицирована как чемпион         | Квалифицирована как чемпион         | Квалифицирована как чемпион         | Квалифицирована как чемпион         | Квалифицирована как чемпион         |              |
| 1982             | 2-е место        | 2                | 7                | 3                | 2                | 2                | 12               | 10               | +2               | 8                                   | 8                                   | 0                                   | 0                                   | 33                                  | 3                                   | +30                                 |              |
| 1986             | 2-е место        | 2                | 7                | 3                | 2                | 2                | 8                | 7                | +1               | 8                                   | 5                                   | 2                                   | 1                                   | 22                                  | 9                                   | +13                                 |              |
| 1990             | Чемпион          | 1                | 7                | 5                | 2                | 0                | 15               | 5                | +10              | 6                                   | 3                                   | 3                                   | 0                                   | 13                                  | 3                                   | +10                                 |              |
| 1994             | 1/4 финала       | 5                | 5                | 3                | 1                | 1                | 9                | 7                | +2               | Квалифицирована как чемпион         | Квалифицирована как чемпион         | Квалифицирована как чемпион         | Квалифицирована как чемпион         | Квалифицирована как чемпион         | Квалифицирована как чемпион         | Квалифицирована как чемпион         |              |
| 1998             | 1/4 финала       | 7                | 5                | 3                | 1                | 1                | 8                | 6                | +2               | 10                                  | 6                                   | 4                                   | 0                                   | 23                                  | 9                                   | +14                                 |              |
| 2002             | 2-е место        | 2                | 7                | 5                | 1                | 1                | 14               | 3                | +11              | 10                                  | 6                                   | 3                                   | 1                                   | 19                                  | 12                                  | +7                                  |              |
| 2006             | 3-е место        | 3                | 7                | 5                | 1                | 1                | 14               | 6                | +8               | Квалифицирована как хозяйка турнира | Квалифицирована как хозяйка турнира | Квалифицирована как хозяйка турнира | Квалифицирована как хозяйка турнира | Квалифицирована как хозяйка турнира | Квалифицирована как хозяйка турнира | Квалифицирована как хозяйка турнира |              |
| 2010             | 3-е место        | 3                | 7                | 5                | 0                | 2                | 16               | 5                | +11              | 10                                  | 8                                   | 2                                   | 0                                   | 26                                  | 5                                   | +21                                 |              |
| 2014             | Чемпион          | 1                | 7                | 6                | 1                | 0                | 18               | 4                | +14              | 10                                  | 9                                   | 1                                   | 0                                   | 36                                  | 10                                  | +26                                 |              |
| 2018             | гр. турнир       | 22               | 3                | 1                | 0                | 2                | 2                | 4                | −2               | 10                                  | 10                                  | 0                                   | 0                                   | 43                                  | 4                                   | +39                                 |              |
| 2022             | гр. турнир       | 17               | 3                | 1                | 1                | 1                | 6                | 5                | +1               | 10                                  | 9                                   | 0                                   | 1                                   | 36                                  | 4                                   | +32                                 |              |
| Всего            | 20/22            | 4 титула         | 112              | 68               | 21               | 23               | 232              | 130              | +102             | 104                                 | 83                                  | 18                                  | 3                                   | 328                                 | 74                                  | +254                                |              |

### Выступления на чемпионатах Европы
В первенствах Европы команда выступает с 1968 года. Первый отборочный цикл стал для немцев неудачным. Они не смогли преодолеть барьер квалификации. В дальнейшем команда больше не позволяла себе подобных промахов и трижды становилась обладательницей почётного трофея, что является рекордным достижением. Трижды немцы становились серебряными и дважды бронзовыми призёрами турнира.
| Финальная стадия | Финальная стадия       | Финальная стадия       | Финальная стадия       | Финальная стадия       | Финальная стадия       | Финальная стадия       | Финальная стадия       | Финальная стадия       | Финальная стадия       |                                     | Квалификация                        | Квалификация                        | Квалификация                        | Квалификация                        | Квалификация                        | Квалификация                        | Квалификация |
| Год              | Раунд                  | Место                  | И                      | В                      | Н                      | П                      | МЗ                     | МП                     | РМ                     | И                                   | В                                   | Н                                   | П                                   | МЗ                                  | МП                                  | РМ                                  |              |
| ---------------- | ---------------------- | ---------------------- | ---------------------- | ---------------------- | ---------------------- | ---------------------- | ---------------------- | ---------------------- | ---------------------- | ----------------------------------- | ----------------------------------- | ----------------------------------- | ----------------------------------- | ----------------------------------- | ----------------------------------- | ----------------------------------- | ------------ |
| 1960             | Не участвовала         | Не участвовала         | Не участвовала         | Не участвовала         | Не участвовала         | Не участвовала         | Не участвовала         | Не участвовала         | Не участвовала         | Не участвовала                      | Не участвовала                      | Не участвовала                      | Не участвовала                      | Не участвовала                      | Не участвовала                      | Не участвовала                      |              |
| 1964             | Не участвовала         | Не участвовала         | Не участвовала         | Не участвовала         | Не участвовала         | Не участвовала         | Не участвовала         | Не участвовала         | Не участвовала         | Не участвовала                      | Не участвовала                      | Не участвовала                      | Не участвовала                      | Не участвовала                      | Не участвовала                      | Не участвовала                      |              |
| 1968             | Не прошла квалификацию | Не прошла квалификацию | Не прошла квалификацию | Не прошла квалификацию | Не прошла квалификацию | Не прошла квалификацию | Не прошла квалификацию | Не прошла квалификацию | Не прошла квалификацию | 4                                   | 2                                   | 1                                   | 1                                   | 9                                   | 2                                   | +7                                  |              |
| 1972             | Чемпион                | 1                      | 2                      | 2                      | 0                      | 0                      | 5                      | 1                      | +4                     | 8                                   | 5                                   | 3                                   | 0                                   | 13                                  | 3                                   | +10                                 |              |
| 1976             | 2-е место              | 2                      | 2                      | 1                      | 1                      | 0                      | 6                      | 4                      | +2                     | 8                                   | 4                                   | 4                                   | 0                                   | 17                                  | 5                                   | +12                                 |              |
| 1980             | Чемпион                | 1                      | 4                      | 3                      | 1                      | 0                      | 6                      | 3                      | +3                     | 6                                   | 4                                   | 2                                   | 0                                   | 17                                  | 1                                   | +16                                 |              |
| 1984             | гр. турнир             | 5                      | 3                      | 1                      | 1                      | 1                      | 2                      | 2                      | 0                      | 8                                   | 5                                   | 1                                   | 2                                   | 15                                  | 5                                   | +10                                 |              |
| 1988             | 1/2 финала             | 3                      | 4                      | 2                      | 1                      | 1                      | 6                      | 3                      | +3                     | Квалифицирована как хозяйка турнира | Квалифицирована как хозяйка турнира | Квалифицирована как хозяйка турнира | Квалифицирована как хозяйка турнира | Квалифицирована как хозяйка турнира | Квалифицирована как хозяйка турнира | Квалифицирована как хозяйка турнира |              |
| 1992             | 2-е место              | 2                      | 5                      | 2                      | 1                      | 2                      | 7                      | 8                      | −1                     | 6                                   | 5                                   | 0                                   | 1                                   | 13                                  | 4                                   | +9                                  |              |
| 1996             | Чемпион                | 1                      | 6                      | 4                      | 2                      | 0                      | 10                     | 3                      | +7                     | 10                                  | 8                                   | 1                                   | 1                                   | 27                                  | 10                                  | +17                                 |              |
| 2000             | гр. турнир             | 15                     | 3                      | 0                      | 1                      | 2                      | 1                      | 5                      | −4                     | 8                                   | 6                                   | 1                                   | 1                                   | 20                                  | 4                                   | +16                                 |              |
| 2004             | гр. турнир             | 12                     | 3                      | 0                      | 2                      | 1                      | 2                      | 3                      | −1                     | 8                                   | 5                                   | 3                                   | 0                                   | 13                                  | 4                                   | +9                                  |              |
| 2008             | 2-е место              | 2                      | 6                      | 4                      | 0                      | 2                      | 10                     | 7                      | +3                     | 12                                  | 8                                   | 3                                   | 1                                   | 35                                  | 7                                   | +28                                 |              |
| 2012             | 1/2 финала             | 3                      | 5                      | 4                      | 0                      | 1                      | 10                     | 6                      | +4                     | 10                                  | 10                                  | 0                                   | 0                                   | 34                                  | 7                                   | +27                                 |              |
| 2016             | 1/2 финала             | 3                      | 6                      | 3                      | 2                      | 1                      | 7                      | 3                      | +4                     | 10                                  | 7                                   | 1                                   | 2                                   | 24                                  | 9                                   | +15                                 |              |
| 2020             | 1/8 финала             | 13                     | 4                      | 1                      | 1                      | 2                      | 6                      | 7                      | −1                     | 8                                   | 7                                   | 0                                   | 1                                   | 30                                  | 7                                   | +23                                 |              |
| 2024             | 1/4 финала             |                        | 5                      | 3                      | 1                      | 1                      | 11                     | 4                      | +7                     | Квалифицирована как хозяйка турнира | Квалифицирована как хозяйка турнира | Квалифицирована как хозяйка турнира | Квалифицирована как хозяйка турнира | Квалифицирована как хозяйка турнира | Квалифицирована как хозяйка турнира | Квалифицирована как хозяйка турнира |              |
| Всего            | 14/17                  | 3 титула               | 58                     | 30                     | 14                     | 14                     | 89                     | 59                     | +30                    | 106                                 | 76                                  | 20                                  | 10                                  | 267                                 | 68                                  | +99                                 |              |

### Выступления наКубках конфедераций
Сборная трижды принимала участие в розыгрыше Кубка конфедераций: в 1999 году в Мексике, в 2005 году у себя на родине, где заняла третье место, и в 2017 году в России, где завоевала золотые медали, обыграв в финале с минимальным счётом 1:0 сборную Чили. Ещё трижды в 1992, 1997 и 2003 годах немцы отказывались от участия в розыгрыше.
| Финальная стадия | Финальная стадия     | Финальная стадия     | Финальная стадия     | Финальная стадия     | Финальная стадия     | Финальная стадия     | Финальная стадия     | Финальная стадия     | Финальная стадия     |
| Год              | Раунд                | Место                | И                    | В                    | Н                    | П                    | МЗ                   | МП                   | РМ                   |
| ---------------- | -------------------- | -------------------- | -------------------- | -------------------- | -------------------- | -------------------- | -------------------- | -------------------- | -------------------- |
| 1992             | Не участвовала       | Не участвовала       | Не участвовала       | Не участвовала       | Не участвовала       | Не участвовала       | Не участвовала       | Не участвовала       | Не участвовала       |
| 1995             | Не квалифицировалась | Не квалифицировалась | Не квалифицировалась | Не квалифицировалась | Не квалифицировалась | Не квалифицировалась | Не квалифицировалась | Не квалифицировалась | Не квалифицировалась |
| 1997             | Не участвовала       | Не участвовала       | Не участвовала       | Не участвовала       | Не участвовала       | Не участвовала       | Не участвовала       | Не участвовала       | Не участвовала       |
| 1999             | 1-й раунд            | 5                    | 3                    | 1                    | 0                    | 2                    | 2                    | 6                    | −4                   |
| 2001             | Не квалифицировалась | Не квалифицировалась | Не квалифицировалась | Не квалифицировалась | Не квалифицировалась | Не квалифицировалась | Не квалифицировалась | Не квалифицировалась | Не квалифицировалась |
| 2003             | Не участвовала       | Не участвовала       | Не участвовала       | Не участвовала       | Не участвовала       | Не участвовала       | Не участвовала       | Не участвовала       | Не участвовала       |
| 2005             | 3-е место            | 3                    | 5                    | 3                    | 1                    | 1                    | 15                   | 11                   | +4                   |
| 2009             | Не квалифицировалась | Не квалифицировалась | Не квалифицировалась | Не квалифицировалась | Не квалифицировалась | Не квалифицировалась | Не квалифицировалась | Не квалифицировалась | Не квалифицировалась |
| 2013             | Не квалифицировалась | Не квалифицировалась | Не квалифицировалась | Не квалифицировалась | Не квалифицировалась | Не квалифицировалась | Не квалифицировалась | Не квалифицировалась | Не квалифицировалась |
| 2017             | Чемпион              | 1                    | 5                    | 4                    | 1                    | 0                    | 12                   | 5                    | +7                   |
| Всего            | 3/10                 | 1 титул              | 13                   | 8                    | 2                    | 3                    | 29                   | 22                   | +7                   |

### Выступления наОлимпийских играх
Основная немецкая сборная трижды участвовала в футбольных турнирах Олимпийских игр. Лучшим результатом для неё стал четвертьфинал в 1928 и 1936 годах. Начиная с 1952 года на играх выступала олимпийская сборная, в состав которой входили некоторые игроки основной команды. После чемпионата мира 1958 года ФИФА запретила участвовать в олимпийских играх футболистам, игравшим в финальной части мундиаля. На этом пересечения основной и олимпийской команд завершились.
| Финальная стадия | Финальная стадия | Финальная стадия | Финальная стадия | Финальная стадия | Финальная стадия | Финальная стадия | Финальная стадия | Финальная стадия | Финальная стадия |
| Год              | Раунд            | Место            | И                | В                | Н                | П                | МЗ               | МП               | РМ               |
| ---------------- | ---------------- | ---------------- | ---------------- | ---------------- | ---------------- | ---------------- | ---------------- | ---------------- | ---------------- |
| 1908             | Не участвовала   | Не участвовала   | Не участвовала   | Не участвовала   | Не участвовала   | Не участвовала   | Не участвовала   | Не участвовала   | Не участвовала   |
| 1912             | 1/8 финала       | 7                | 3                | 1                | 0                | 2                | 18               | 10               | +8               |
| 1920             | Не участвовала   | Не участвовала   | Не участвовала   | Не участвовала   | Не участвовала   | Не участвовала   | Не участвовала   | Не участвовала   | Не участвовала   |
| 1924             | Не участвовала   | Не участвовала   | Не участвовала   | Не участвовала   | Не участвовала   | Не участвовала   | Не участвовала   | Не участвовала   | Не участвовала   |
| 1928             | 1/4 финала       | 5                | 2                | 1                | 0                | 1                | 5                | 4                | +1               |
| 1936             | 1/4 финала       | 5                | 2                | 1                | 0                | 1                | 9                | 2                | +7               |
| 1948             | Не участвовала   | Не участвовала   | Не участвовала   | Не участвовала   | Не участвовала   | Не участвовала   | Не участвовала   | Не участвовала   | Не участвовала   |
| Всего            | 3/7              | —                | 7                | 3                | 0                | 4                | 32               | 16               | +16              |

### Выступления вЛиге наций УЕФА
| Сезон   | Дивизион | И  | В | Н | П | МЗ | МП | РМ | П/В | ОМ |
| ------- | -------- | -- | - | - | - | -- | -- | -- | --- | -- |
| 2018/19 | A        | 4  | 0 | 2 | 2 | 3  | 7  | −4 | ▬   | 11 |
| 2020/21 | А        | 6  | 2 | 3 | 1 | 10 | 13 | −3 | ▬   | 8  |
| 2022/23 | А        | 6  | 1 | 4 | 1 | 11 | 9  | +2 | ▬   | 10 |
| Всего   | 3/3      | 16 | 3 | 9 | 4 | 24 | 29 | −5 | —   | —  |

1. 1 2 3 4  В ничьи включены также матчи плей-офф, которые завершились послематчевыми пенальти.
2. ↑  Чемпион мира 1990
3. ↑  Чемпион Европы 1996
4. ↑  Финалист чемпионата мира 2002

## Текущий состав
Следующие игроки были вызваны в состав сборной главным тренером Юлианом Нагельсманом для участия в матчах финала четырёх Лиги наций УЕФА 2024/2025. 27 мая Йонатан Буркардт заменил травмированного Ангело Штиллера.
Игры и голы приведены по состоянию на 8 июня 2025 года
|  | Вр  | Марк-Андре тер Стеген    | 30 апреля 1992 (33 года)  | 44  | 0  | Барселона          |  |  |
|  | Вр  | Оливер Бауман            | 2 июня 1990 (35 лет)      | 4   | 0  | Хоффенхайм         |  |  |
|  | Вр  | Александер Нюбель        | 30 сентября 1996 (28 лет) | 2   | 0  | Штутгарт           |  |  |
|  |     |                          |                           |     |    |                    |  |  |
|  | Защ | Йозуа Киммих             | 8 февраля 1995 (30 лет)   | 101 | 8  | Бавария            |  |  |
|  | Защ | Джонатан Та              | 11 февраля 1996 (29 лет)  | 37  | 0  | Байер 04           |  |  |
|  | Защ | Давид Раум               | 22 апреля 1998 (27 лет)   | 28  | 0  | РБ Лейпциг         |  |  |
|  | Защ | Тило Керер               | 21 сентября 1996 (28 лет) | 28  | 0  | Монако             |  |  |
|  | Защ | Робин Госенс             | 5 июля 1994 (31 год)      | 24  | 2  | Фиорентина         |  |  |
|  | Защ | Максимилиан Миттельштедт | 18 марта 1997 (28 лет)    | 14  | 1  | Штутгарт           |  |  |
|  | Защ | Робин Кох                | 17 июля 1996 (29 лет)     | 13  | 0  | Айнтрахт Франкфурт |  |  |
|  | Защ | Вальдемар Антон          | 20 июля 1996 (29 лет)     | 8   | 0  | Боруссия Дортмунд  |  |  |
|  |     |                          |                           |     |    |                    |  |  |
|  | ПЗ  | Лерой Зане               | 11 января 1996 (29 лет)   | 70  | 14 | Бавария            |  |  |
|  | ПЗ  | Леон Горецка             | 6 февраля 1995 (30 лет)   | 61  | 15 | Бавария            |  |  |
|  | ПЗ  | Флориан Вирц             | 3 мая 2003 (22 года)      | 31  | 7  | Байер 04           |  |  |
|  | ПЗ  | Роберт Андрих            | 22 сентября 1994 (30 лет) | 18  | 0  | Байер 04           |  |  |
|  | ПЗ  | Паскаль Грос             | 13 июня 1991 (34 года)    | 15  | 1  | Боруссия Дортмунд  |  |  |
|  | ПЗ  | Карим Адейеми            | 18 января 2002 (23 года)  | 8   | 0  | Боруссия Дортмунд  |  |  |
|  | ПЗ  | Александар Павлович      | 3 мая 2004 (21 год)       | 5   | 1  | Бавария            |  |  |
|  | ПЗ  | Феликс Нмеча             | 10 октября 2000 (24 года) | 4   | 1  | Боруссия Дортмунд  |  |  |
|  | ПЗ  | Том Бишоф                | 28 июня 2005 (20 лет)     | 1   | 0  | Хоффенхайм         |  |  |
|  |     |                          |                           |     |    |                    |  |  |
|  | Нап | Серж Гнабри              | 14 июля 1995 (30 лет)     | 51  | 22 | Бавария            |  |  |
|  | Нап | Никлас Фюллькруг         | 9 февраля 1993 (32 года)  | 24  | 14 | Вест Хэм Юнайтед   |  |  |
|  | Нап | Дениз Ундав              | 19 июля 1996 (29 лет)     | 6   | 3  | Штутгарт           |  |  |
|  | Нап | Ник Вольтемаде           | 14 февраля 2002 (23 года) | 2   | 0  | Штутгарт           |  |  |

## Рекордсмены
Ниже приведены списки рекордсменов по числу проведённых матчей за сборную, а также по числу забитых голов. Данные приведены по состоянию на 5 июля 2024 года. Жирным шрифтом выделены действующие игроки сборной. Курсивом — игроки, принявшие решение о завершении карьеры в сборной, но продолжающие выступать на клубном уровне.
| Позиция | Игрок                | Период    | Матчи | Голы |
| ------- | -------------------- | --------- | ----- | ---- |
| 1       | Лотар Маттеус        | 1980—2000 | 150   | 23   |
| 2       | Мирослав Клозе       | 2001—2014 | 137   | 71   |
| 3       | Томас Мюллер         | 2010—2024 | 131   | 45   |
| 4       | Лукас Подольски      | 2004—2017 | 130   | 49   |
| 5       | Мануэль Нойер        | 2009—2024 | 124   | 0    |
| 6       | Бастиан Швайнштайгер | 2004—2016 | 121   | 24   |
| 7       | Тони Кроос           | 2010—2024 | 114   | 17   |
| 8       | Филипп Лам           | 2004—2014 | 113   | 5    |
| 9       | Юрген Клинсман       | 1987—1998 | 108   | 47   |
| 10      | Юрген Колер          | 1986—1998 | 105   | 2    |

| Позиция | Игрок                 | Период    | Голы | Матчи | Мячей за игру |
| ------- | --------------------- | --------- | ---- | ----- | ------------- |
| 1       | Мирослав Клозе        | 2001—2014 | 71   | 137   | 0.52          |
| 2       | Герд Мюллер           | 1966—1974 | 68   | 62    | 1.10          |
| 3       | Лукас Подольски       | 2004—2017 | 49   | 130   | 0.38          |
| 4       | Руди Фёллер           | 1982—1994 | 47   | 90    | 0.52          |
| 4       | Юрген Клинсман        | 1987—1998 | 47   | 108   | 0.44          |
| 6       | Томас Мюллер          | 2010—2024 | 45   | 131   | 0.34          |
| 6       | Карл-Хайнц Румменигге | 1976—1986 | 45   | 95    | 0.47          |
| 8       | Уве Зеелер            | 1954—1970 | 43   | 72    | 0.60          |
| 9       | Михаэль Баллак        | 1999—2010 | 42   | 98    | 0.43          |
| 10      | Оливер Бирхофф        | 1996—2002 | 37   | 70    | 0.53          |

| Позиция | Игрок                 | Матчи (на 0) | %     |
| ------- | --------------------- | ------------ | ----- |
| 1       | Мануэль Нойер         | 124 (51)     | 41.12 |
| 2       | Зепп Майер            | 95 (44)      | 46.32 |
| 3       | Оливер Кан            | 86 (29)      | 33.72 |
| 4       | Харальд Шумахер       | 76 (25)      | 32.89 |
| 5       | Йенс Леманн           | 61 (31)      | 50.82 |
| 6       | Андреас Кёпке         | 59 (28)      | 47.46 |
| 7       | Бодо Илльгнер         | 54 (19)      | 35.19 |
| 8       | Марк-Андре Тер Стеген | 40 (12)      | 30.00 |
| 9       | Ханс Тильковски       | 39 (16)      | 41.03 |
| 10      | Ханс Якоб             | 38 (11)      | 28.95 |

| Позиция | Игрок              | Голы | Матчи | Результативность |
| ------- | ------------------ | ---- | ----- | ---------------- |
| 1       | Готфрид Фукс       | 13   | 6     | 2.17             |
| 2       | Людвиг Даммингер   | 5    | 3     | 1.67             |
| 2       | Эрнст Пёртген      | 5    | 3     | 1.67             |
| 4       | Эрнест Вилимовский | 13   | 8     | 1.63             |
| 5       | Георг Франк        | 5    | 4     | 1.25             |
| 5       | Оскар Рор          | 5    | 4     | 1.25             |
| 7       | Август Клинглер    | 6    | 5     | 1.20             |
| 8       | Франц Биндер       | 10   | 9     | 1.11             |
| 9       | Герд Мюллер        | 68   | 62    | 1.10             |
| 10      | Хельмут Шён        | 17   | 16    | 1.06             |

Наибольшее число матчей подряд
Так как многие игроки прерывают своё выступление за сборную из-за травм, есть только несколько игроков, которым удалось сыграть много встреч подряд:

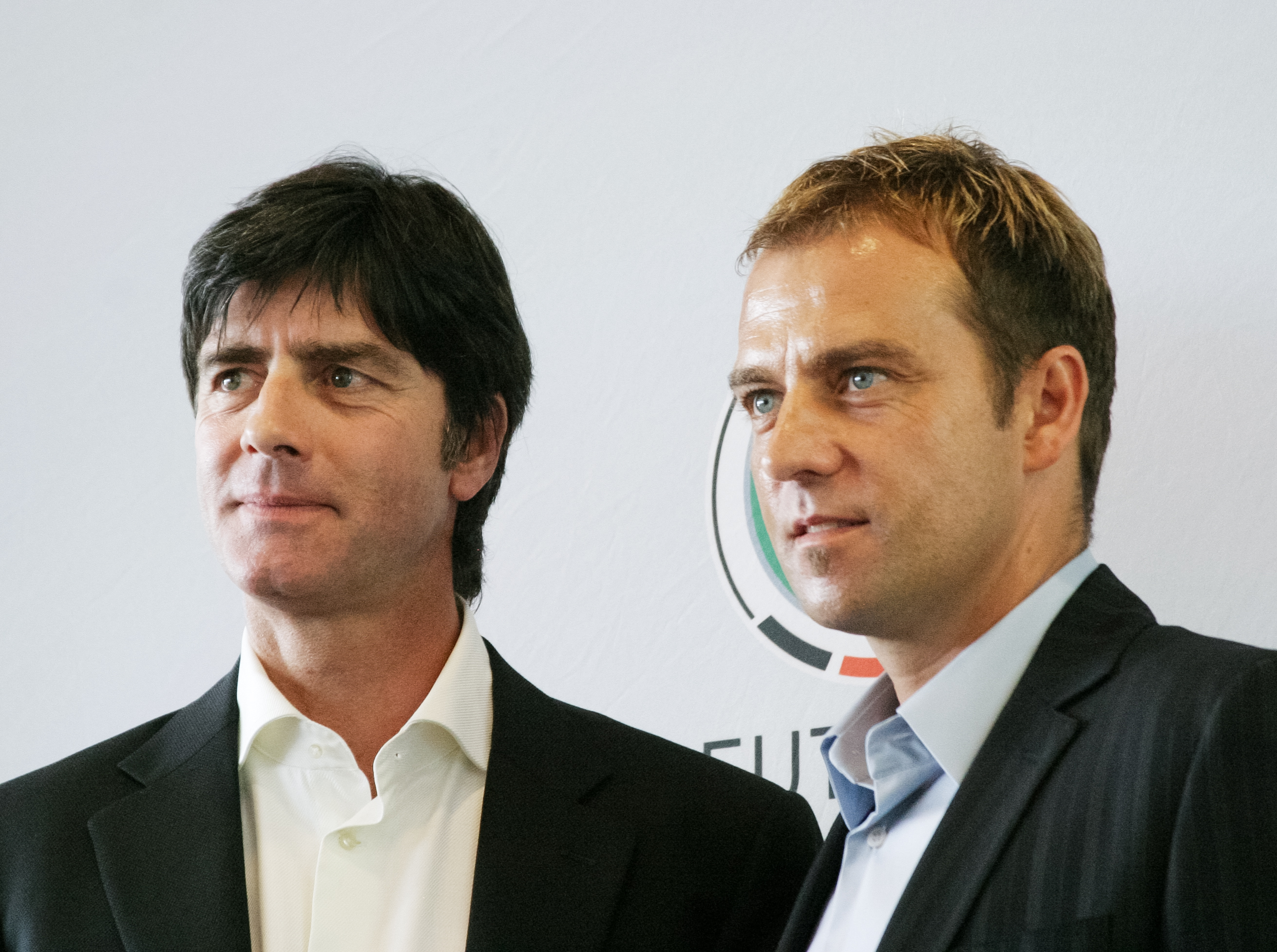
Лёв (слева) и Флик в 2006 году

1. Франц Беккенбауэр: 60 матчей (9 сентября 1970 — 23 февраля 1977)
2. Берти Фогтс: 48 матчей (27 марта 1974 — 21 июня 1978)
3. Манфред Кальц: 47 матчей (8 марта 1978 — 14 апреля 1982)
4. Берти Фогтс: 39 матчей (6 марта 1968 — 8 сентября 1971)

## Спортивное руководство
В спортивное руководство сборной входят девять человек:
- Главный тренер: Юлиан Нагельсман
- Помощники тренера: Сандро Вагнер, Бенямин Глюк
- Тренеры вратарей: Андреас Кроненберг, Михаэль Фукс
- Тренер по стандартным положениям: Мадс Буттгерайт
- Тренеры по атлетической подготовке: Никлас Дитрих, Крунослав Бановчич
- Директор: Руди Фёллер

## Главные тренеры
| Тренер              | Период работы                      | Результаты | Результаты | Результаты | Результаты | Результаты | Достижения |
| Тренер              | Период работы                      | И          | В          | Н          | П          | В %        | Достижения |
| ------------------- | ---------------------------------- | ---------- | ---------- | ---------- | ---------- | ---------- | --- |
| Комитет АФГ         | 5 апреля 1908 — 20 июня 1926       | 58         | 16         | 12         | 30         | 027,59     | |
| Отто Нерц           | 31 октября 1926 — 17 октября 1936  | 75         | 44         | 11         | 20         | 058,67     | ЧМ 1934: 3-е место |
| Зепп Хербергер      | 15 ноября 1936 — 7 июня 1964       | 162        | 92         | 26         | 44         | 056,79     | ЧМ 1954: 1-е место |
| Хельмут Шён         | 4 ноября 1964 — 21 июня 1978       | 139        | 87         | 31         | 21         | 062,59     | ЧМ 1974: 1-е место, ЧМ 1966: 2-е место, ЧМ 1970: 3-е место; ЧЕ 1972: 1-е место, ЧЕ 1976: 2-е место                    |
| Юпп Дерваль         | 11 октября 1978 — 20 июня 1984     | 67         | 44         | 12         | 11         | 065,67     | ЧМ 1982: 2-е место; ЧЕ 1980: 1-е место                                                                                |
| Франц Бекенбауэр    | 12 сентября 1984 — 8 июля 1990     | 66         | 34         | 20         | 12         | 051,52     | ЧМ 1990: 1-е место, ЧМ 1986: 2-е место; ЧЕ 1988: 3-е место                                                            |
| Берти Фогтс         | 29 августа 1990 — 5 сентября 1998  | 102        | 66         | 24         | 12         | 064,71     | ЧЕ 1996: 1-е место, ЧЕ 1992: 2-е место                                                                                |
| Эрих Риббек         | 10 октября 1998 — 20 июня 2000     | 24         | 10         | 6          | 8          | 041,67     | |
| Руди Фёллер         | 16 августа 2000 — 23 июня 2004     | 53         | 29         | 11         | 13         | 054,72     | ЧМ 2002: 2-е место |
| Юрген Клинсман      | 18 августа 2004 — 8 июля 2006      | 34         | 20         | 8          | 6          | 058,82     | ЧМ 2006: 3-е место; КК 2005: 3-е место                                                                                |
| Йоахим Лёв          | 16 августа 2006 — 29 июня 2021     | 198        | 124        | 40         | 34         | 062,63     | ЧМ 2014: 1-е место, ЧМ 2010: 3-е место; ЧЕ 2008: 2-е место, ЧЕ 2012: 3-е место, ЧЕ 2016: 3-е место КК 2017: 1-е место |
| Ханс-Дитер Флик     | 2 сентября 2021 — 10 сентября 2023 | 25         | 12         | 7          | 6          | 048,00     | |
| Руди Фёллер (и. о.) | 12 сентября 2023                   | 1          | 1          | 0          | 0          | 100,00     | |
| Юлиан Нагельсман    | 14 октября 2023 — н. в.            | 6          | 3          | 1          | 2          | 050,00     | |

1. ↑  Указана дата проведения первого и последнего международного матча.
2. 1 2  Хербергер был официально назначен тренером только 2 ноября 1936 года, поэтому, согласно пересмотренной статистике немецкого футбольного союза, матч 15 ноября 1936 года против Италии стал его дебютом на посту главного тренера.
3. ↑  В ничьи включены также матчи плей-офф, которые завершились послематчевыми пенальти.

## Соперничества и статистика матчей
Соперничество сборных Германии и Англии отсчитывает свою историю с 1930 года, когда был сыгран первый официальный матч между этими командами. Между тем неофициальные матчи между английскими и немецкими сборными проводились начиная с 1908 года, когда в трёх встречах родоначальники футбола обыграли немцев и однажды сыграли вничью. Между командами были сыграны 35 встреч: в 13 матчах победила Германия, в 14 — Англия, ещё 8 матчей завершились вничью.
Команды Германии и Италии — две самые успешные футбольные державы в Европе, играли друг против друга пять раз на чемпионатах мира. Италия в значительной степени доминирует в данном противостоянии, обыграв немцев 15 раз в 37 играх (при 13 ничьих и 9 поражениях), кроме того, все победы немецкой команды приходятся на товарищеские встречи.
Соперничество со сборной Нидерландов началось в 1974 году, когда голландцы проиграли финал чемпионата мира. Это противостояние стало одним из самых известных международных футбольных противостояний в мире. Команды встречались 46 раз, в результате которых на счету сборной Германии 17 побед, 17 ничьих и 12 поражений.
Также одним из принципиальных противостояний считается соперничество немецкой команды со сборной Швейцарии. Первой официальной игрой немцев стал матч со Швейцарией. Первые матчи после мировых войн и объединения с ГДР сборная Германии играла именно против Швейцарии. Первой победой немецкой команды стала победа над сборной Швейцарии. 26 марта 2008 года в преддверии столетнего юбилея первого матча сборной Германии немцы сыграли свою юбилейную, 800-ю по счёту игру против Швейцарии. Всего же команды встречались 53 раза. На счету немецкой команды 36 побед, 8 ничьих и 9 поражений.
Ниже приведена статистика выступлений национальной команды Германии против сборных команд других стран. Данные откорректированы по состоянию на 27 марта 2024 года.

| Страна               | И    | В   | Н   | П   | МЗ   | МП   | РМ    |
| -------------------- | ---- | --- | --- | --- | ---- | ---- | ----- |
| Австралия            | 6    | 4   | 1   | 1   | 17   | 9    | +8    |
| Австрия              | 41   | 25  | 6   | 10  | 90   | 59   | +31   |
| Азербайджан          | 6    | 6   | 0   | 0   | 24   | 4    | +20   |
| Албания              | 14   | 13  | 1   | 0   | 38   | 10   | +28   |
| Алжир                | 3    | 1   | 0   | 2   | 3    | 5    | −2    |
| Англия               | 39   | 13  | 9   | 17  | 49   | 76   | −27   |
| Аргентина            | 23   | 7   | 6   | 10  | 33   | 34   | −1    |
| Армения              | 5    | 5   | 0   | 0   | 25   | 3    | +22   |
| Беларусь             | 3    | 2   | 1   | 0   | 8    | 2    | +6    |
| Бельгия              | 26   | 20  | 1   | 5   | 60   | 29   | +31   |
| Болгария             | 21   | 16  | 2   | 3   | 56   | 24   | +32   |
| Боливия              | 1    | 1   | 0   | 0   | 1    | 0    | +1    |
| Босния и Герцеговина | 2    | 1   | 1   | 0   | 4    | 2    | +2    |
| Бразилия             | 23   | 5   | 5   | 13  | 31   | 41   | −10   |
| Венгрия              | 37   | 13  | 12  | 12  | 74   | 68   | +6    |
| Гана                 | 3    | 2   | 1   | 0   | 9    | 3    | +6    |
| ГДР                  | 1    | 0   | 0   | 1   | 0    | 1    | −1    |
| Гибралтар            | 2    | 2   | 0   | 0   | 11   | 0    | +11   |
| Греция               | 9    | 6   | 3   | 0   | 21   | 9    | +12   |
| Грузия               | 5    | 5   | 0   | 0   | 12   | 2    | +10   |
| Дания                | 28   | 15  | 5   | 8   | 55   | 38   | +17   |
| Египет               | 1    | 0   | 0   | 1   | 1    | 2    | −1    |
| Израиль              | 5    | 5   | 0   | 0   | 14   | 1    | +13   |
| Иран                 | 2    | 2   | 0   | 0   | 4    | 0    | +4    |
| Ирландия             | 20   | 9   | 5   | 6   | 35   | 24   | +11   |
| Исландия             | 6    | 5   | 1   | 0   | 18   | 1    | +17   |
| Испания              | 26   | 9   | 9   | 8   | 31   | 32   | −1    |
| Италия               | 37   | 9   | 13  | 15  | 47   | 53   | −6    |
| Казахстан            | 4    | 4   | 0   | 0   | 14   | 1    | +13   |
| Камерун              | 4    | 3   | 1   | 0   | 10   | 3    | +7    |
| Канада               | 2    | 2   | 0   | 0   | 6    | 1    | +5    |
| Кипр                 | 6    | 5   | 1   | 0   | 29   | 1    | +28   |
| Китай                | 2    | 1   | 1   | 0   | 2    | 1    | +1    |
| Колумбия             | 5    | 2   | 2   | 1   | 10   | 7    | +3    |
| Коста-Рика           | 2    | 2   | 0   | 0   | 8    | 4    | +4    |
| Кот-д’Ивуар          | 1    | 0   | 1   | 0   | 2    | 2    | 0     |
| Кувейт               | 1    | 1   | 0   | 0   | 7    | 0    | +7    |
| Латвия               | 4    | 3   | 1   | 0   | 13   | 2    | +11   |
| Литва                | 2    | 1   | 1   | 0   | 3    | 1    | +2    |
| Лихтенштейн          | 6    | 6   | 0   | 0   | 38   | 3    | +35   |
| Люксембург           | 13   | 12  | 0   | 1   | 60   | 11   | +49   |
| Мальта               | 9    | 8   | 1   | 0   | 38   | 3    | +35   |
| Марокко              | 4    | 4   | 0   | 0   | 12   | 3    | +9    |
| Мексика              | 13   | 5   | 6   | 2   | 26   | 13   | +13   |
| Молдова              | 4    | 4   | 0   | 0   | 18   | 3    | +15   |
| Нигерия              | 1    | 1   | 0   | 0   | 1    | 0    | +1    |
| Нидерланды           | 46   | 17  | 17  | 12  | 87   | 77   | +10   |
| Новая Зеландия       | 1    | 1   | 0   | 0   | 2    | 0    | +2    |
| Норвегия             | 22   | 15  | 5   | 2   | 59   | 17   | +42   |
| ОАЭ                  | 3    | 3   | 0   | 0   | 14   | 3    | +11   |
| Оман                 | 2    | 2   | 0   | 0   | 3    | 0    | +3    |
| Парагвай             | 2    | 1   | 1   | 0   | 4    | 3    | +1    |
| Перу                 | 3    | 3   | 0   | 0   | 7    | 2    | +5    |
| Польша               | 22   | 13  | 7   | 2   | 34   | 13   | +21   |
| Португалия           | 19   | 11  | 5   | 3   | 33   | 18   | +15   |
| Республика Корея     | 4    | 2   | 0   | 2   | 5    | 7    | −2    |
| Российская империя   | 1    | 1   | 0   | 0   | 16   | 0    | +16   |
| Россия               | 6    | 5   | 1   | 0   | 12   | 3    | +9    |
| Румыния              | 15   | 10  | 3   | 2   | 41   | 19   | +22   |
| Саар                 | 2    | 2   | 0   | 0   | 6    | 1    | +5    |
| Сан-Марино           | 4    | 4   | 0   | 0   | 34   | 0    | +34   |
| Саудовская Аравия    | 3    | 3   | 0   | 0   | 13   | 1    | +12   |
| Северная Ирландия    | 19   | 13  | 4   | 2   | 46   | 15   | +31   |
| Северная Македония   | 2    | 1   | 0   | 1   | 5    | 2    | +3    |
| Сербия               | 3    | 1   | 1   | 1   | 3    | 3    | 0     |
| Сербия и Черногория  | 1    | 1   | 0   | 0   | 1    | 0    | +1    |
| Словакия             | 11   | 8   | 0   | 3   | 25   | 12   | +13   |
| Словения             | 1    | 1   | 0   | 0   | 1    | 0    | +1    |
| СНГ                  | 1    | 0   | 1   | 0   | 1    | 1    | 0     |
| СССР                 | 12   | 9   | 0   | 3   | 22   | 11   | +11   |
| США                  | 12   | 8   | 0   | 4   | 26   | 18   | +8    |
| Таиланд              | 1    | 1   | 0   | 0   | 5    | 1    | +4    |
| Тунис                | 3    | 1   | 2   | 0   | 4    | 1    | +3    |
| Турция               | 22   | 14  | 4   | 4   | 54   | 19   | +35   |
| Украина              | 9    | 5   | 4   | 0   | 20   | 10   | +10   |
| Уругвай              | 11   | 8   | 2   | 1   | 29   | 12   | +17   |
| Уэльс                | 17   | 9   | 6   | 2   | 26   | 10   | +16   |
| Фарерские острова    | 4    | 4   | 0   | 0   | 10   | 1    | +9    |
| Финляндия            | 23   | 16  | 6   | 1   | 82   | 19   | +63   |
| Франция              | 34   | 11  | 8   | 15  | 50   | 51   | −1    |
| Хорватия             | 8    | 5   | 1   | 2   | 18   | 10   | +8    |
| Чехия                | 9    | 7   | 0   | 2   | 16   | 10   | +6    |
| Чехословакия         | 18   | 10  | 5   | 3   | 40   | 28   | +12   |
| Чили                 | 9    | 6   | 1   | 2   | 14   | 8    | +6    |
| Швейцария            | 53   | 36  | 8   | 9   | 142  | 69   | +73   |
| Швеция               | 37   | 16  | 9   | 12  | 72   | 61   | +11   |
| Шотландия            | 17   | 8   | 5   | 4   | 26   | 23   | +3    |
| Эквадор              | 2    | 2   | 0   | 0   | 7    | 2    | +5    |
| Эстония              | 5    | 5   | 0   | 0   | 22   | 1    | +21   |
| ЮАР                  | 4    | 3   | 1   | 0   | 9    | 2    | +7    |
| Югославия            | 25   | 14  | 4   | 7   | 46   | 31   | +15   |
| Япония               | 4    | 1   | 1   | 2   | 7    | 8    | −1    |
| Итого                | 1010 | 582 | 209 | 219 | 2267 | 1194 | +1073 |

1. ↑  С учётом первых четырёх встреч, которые не признаны официальными

## Спонсоры и форма
До декабря 2018 года генеральным спонсором команды являлся автомобильный концерн Mercedes-Benz. Перед чемпионатом Европы 2012 была проведена рекламная акция под названием «Пульс нового поколения». С 2019 года Volkswagen новый генеральный спонсор сборной. К партнёрам немецкой сборной относятся такие компании как bwin, Кока-кола, Commerzbank, Lufthansa, Deutsche Telekom и Samsung.
Многолетним поставщиком формы для сборной является концерн Adidas. Сотрудничество компании с бундестим началось в 1954 году. В 70-е годы форму для национальной команды поставляла компания Erima. Домашний комплект — белая футболка и чёрные шорты — цветов флага Пруссии. Начиная с 1988 года форма содержит цвета немецкого флага, исключением стал чемпионат мира 2002 года когда форма бундестим была бело-чёрной. На чемпионате мира 2014 сборная в соответствии с требованиями ФИФА использовала белые шорты, а не традиционные чёрные.
Выездной комплект формы менялся несколько раз. Зелёная футболка с белыми шортами наиболее часто используются как гостевые. Эти цвета взяты с герба немецкого футбольного союза. На чемпионате мира 2002, а также первенстве Европы 2004 использовались варианты формы с серыми или чёрными футболками и белыми шортами. Переход от чёрного к красному произошёл в 2005 году по заказу Юргена Клинсмана, но на домашнем первенстве планеты сборная выступала исключительно в белой форме. В дальнейшем команда снова вернулась к использованию зелёного комплекта формы.

### Домашняя
| 1908    | ЧМ-1934 | ЧМ-1938     | ЧМ-54—ЧМ-66 | ЧМ-1970 | ЧМ-1974 | ЧМ-1978 | ЧЕ-80/ЧМ-82 |
| ЧЕ-1984 | ЧМ-1986 | ЧЕ-88/ЧМ-90 | ЧЕ-1992     | ЧМ-1994 | ЧЕ-1996 | ЧМ-1998 | ЧЕ-2000     |
| ЧМ-2002 | ЧЕ-2004 | ЧМ-2006     | ЧЕ-2008     | ЧМ-2010 | ЧЕ-2012 | ЧМ-2014 | ЧЕ-2016     |
| КК-2017 | ЧМ-2018 | ЧЕ-2020     | ЧМ-2022     | ЧЕ-2024 |         |         |             |

### Гостевая
| ЧМ-54/ЧМ-58 | ЧМ-66/ЧМ-70 | ЧМ-74/ЧМ-78 | ЧЕ-80/ЧМ-82 | ЧЕ-84/ЧМ-86 | ЧЕ-88/ЧМ-90 | ЧЕ-1992 | ЧМ-1994 |
| ЧЕ-1996     | ЧМ-1998     | ЧЕ-2000     | ЧМ-2002     | ЧЕ-2004     | КК-2005     | ЧМ-2006 | ЧЕ-2008 |
| ЧМ-2010     | ЧЕ-2012     | ЧМ-2014     | ЧЕ-2016     | ЧМ-2018     | ЧЕ-2020     | ЧМ-2022 | ЧЕ-2024 |

### Специальная
| 2022 | 2025 |

Источники:,

## Болельщики и гимн
В марте 2003 года был образован фан-клуб сборной (нем. Fan Club Nationalmannschaft). Члены данного клуба обладают приоритетным правом на покупку билетов на матчи команды, а также принимают активное участие в хореографических выступлениях на стадионах. Автором неофициального гимна сборной является актёр и телеведущий Оливер Похер. Песня называется «Schwarz und Weiss» и была записана в преддверии чемпионата мира 2006 года.